# Nyons
Ne doit pas être confondu avec Nyon.
 (octobre 2020).
Nyons [njɔ̃s] (en occitan Niòns) est une commune française, sous-préfecture du département de la Drôme en région Auvergne-Rhône-Alpes.
Ses habitants sont dénommés les Nyonsais.

## Géographie

### Localisation
La commune de Nyons se trouve à 100 km au sud de Valence, à 50 km au sud-est de Montélimar, à 40 km au nord-est d'Orange, à 60 km au nord d'Avignon et à 100 km au sud-ouest de Gap.

### Relief et géologie
La superficie de la commune est de 2 345 hectares ; son altitude varie entre 234 et 940 mètres.
Située dans les Baronnies, à une quarantaine de kilomètres à l'est de la vallée du Rhône (Pierrelatte), la commune est entourée de moyennes montagnes dont les plus hautes culminent à près de 1 000 mètres : Éssaillon, Garde-Grosse, Saint-Jaumes et Vaux. Ces reliefs forment un hémicycle (cirque) qui s'ouvre au couchant en éventail sur la vallée aval de l'Eygues. Ces contreforts lui confèrent un micro-climat exceptionnel[réf. nécessaire].
Sites particuliers :
- Col d'Aubenas
- Col de la Croix
- Col du Pontias
- Combe Chauve
- Éoupe (644 m)
- Garde Grosse (944 m)
- le Serre (460 m)
- Montagne d'Essaillon
- Rocher de l'Aiguille
- Serre de Lauzière (367 m)
- Serre Long (439 m)
- Serre Rouge
- Serre Sentinelle (454 m)

### Hydrographie
Nyons est nichée au cœur d'une cuvette naturelle, au bord de la rivière Eygues, affluent du Rhône qu'elle rejoint à Caderousse.
Outre l'Eygues, la commune est arrosée par les cours d'eau suivants :
- la Sauve[4] ;
- le Rieu ;
- Ravin de la Lorraine ;
- Ravin d'Éoupe ;
- Ravin de Saint-Jaume ;
- Ravin de Saint-Martin ;
- Ravin de Saint-Pierre ;
- Ravin des Bruyères ;
- Ravin des Paréjats ;
- Ravin de Toulouse ;
- Ravin du Ruinas.

### Climat
Pour des articles plus généraux, voir Climat d'Auvergne-Rhône-Alpes et Climat de la Drôme.
En 2010, le climat de la commune est de type climat méditerranéen franc, selon une étude du Centre national de la recherche scientifique s'appuyant sur une série de données couvrant la période 1971-2000. En 2020, Météo-France publie une typologie des climats de la France métropolitaine dans laquelle la commune est exposée à un climat de montagne ou de marges de montagne et est dans une zone de transition entre les régions climatiques « Provence, Languedoc-Roussillon » et « Alpes du sud ». 
Pour la période 1971-2000, la température annuelle moyenne est de 13,3 °C, avec une amplitude thermique annuelle de 17 °C. Le cumul annuel moyen de précipitations est de 905 mm, avec 6,7 jours de précipitations en janvier et 4 jours en juillet. Pour la période 1991-2020, la température moyenne annuelle observée sur la station météorologique installée sur la commune est de 14,5 °C et le cumul annuel moyen de précipitations est de 756,7 mm,. Pour l'avenir, les paramètres climatiques de la commune estimés pour 2050 selon différents scénarios d'émission de gaz à effet de serre sont consultables sur un site dédié publié par Météo-France en novembre 2022.
| Mois                                  | jan.          | fév.          | mars          | avril         | mai           | juin         | jui.          | août          | sep.          | oct.          | nov.          | déc.          | année     |
| ------------------------------------- | ------------- | ------------- | ------------- | ------------- | ------------- | ------------ | ------------- | ------------- | ------------- | ------------- | ------------- | ------------- | --------- |
| Température minimale moyenne (°C)     | 1,9           | 1,6           | 4,3           | 7,5           | 10,6          | 14,4         | 16,8          | 16,3          | 13,2          | 10            | 5,6           | 2,5           | 8,7       |
| Température moyenne (°C)              | 6,4           | 6,7           | 9,8           | 13,5          | 16,8          | 21,2         | 23,9          | 23,3          | 19,6          | 15,4          | 10,3          | 6,9           | 14,5      |
| Température maximale moyenne (°C)     | 10,9          | 11,7          | 15,4          | 19,5          | 23,1          | 27,9         | 31            | 30,2          | 26            | 20,9          | 15            | 11,3          | 20,2      |
| Record de froid (°C) date du record   | −7,9 11.01.10 | −9,4 05.02.12 | −7,7 02.03.05 | −0,4 05.04.19 | 2,8 08.05.04  | 7,2 01.06.06 | 9,2 11.07.07  | 9,4 16.08.10  | 4,8 27.09.20  | −0,6 28.10.12 | −4,9 28.11.05 | −7,6 18.12.10 | −9,4 2012 |
| Record de chaleur (°C) date du record | 22,9 10.01.15 | 22,8 24.02.20 | 26,5 31.03.12 | 29,7 24.04.07 | 34,2 24.05.09 | 41 28.06.19  | 37,8 22.07.19 | 39,6 01.08.20 | 35,4 04.09.16 | 30,8 12.10.11 | 22,9 04.11.10 | 19,4 08.12.10 | 41 2019   |
| Précipitations (mm)                   | 58,3          | 47,8          | 56,4          | 71,7          | 69,1          | 37,2         | 30,3          | 46,7          | 73,1          | 100,5         | 109,1         | 56,5          | 756,7     |

## Urbanisme

### Typologie
Au 1er janvier 2024, Nyons est catégorisée petite ville, selon la nouvelle grille communale de densité à 7 niveaux définie par l'Insee en 2022.
Elle appartient à l'unité urbaine de Nyons, une unité urbaine monocommunale constituant une ville isolée,. Par ailleurs la commune fait partie de l'aire d'attraction de Nyons, dont elle est la commune-centre,. Cette aire, qui regroupe 17 communes, est catégorisée dans les aires de moins de 50 000 habitants,.

### Occupation des sols
L'occupation des sols de la commune, telle qu'elle ressort de la base de données européenne d’occupation biophysique des sols Corine Land Cover (CLC), est marquée par l'importance des territoires agricoles (54,2 % en 2018), en diminution par rapport à 1990 (55,5 %). La répartition détaillée en 2018 est la suivante : cultures permanentes (37,9 %), forêts (34 %), zones agricoles hétérogènes (16,3 %), zones urbanisées (8,7 %), zones industrielles ou commerciales et réseaux de communication (1,5 %), espaces ouverts, sans ou avec peu de végétation (1,5 %). L'évolution de l’occupation des sols de la commune et de ses infrastructures peut être observée sur les différentes représentations cartographiques du territoire : la carte de Cassini (XVIIIe siècle), la carte d'état-major (1820-1866) et les cartes ou photos aériennes de l'IGN pour la période actuelle (1950 à aujourd'hui).

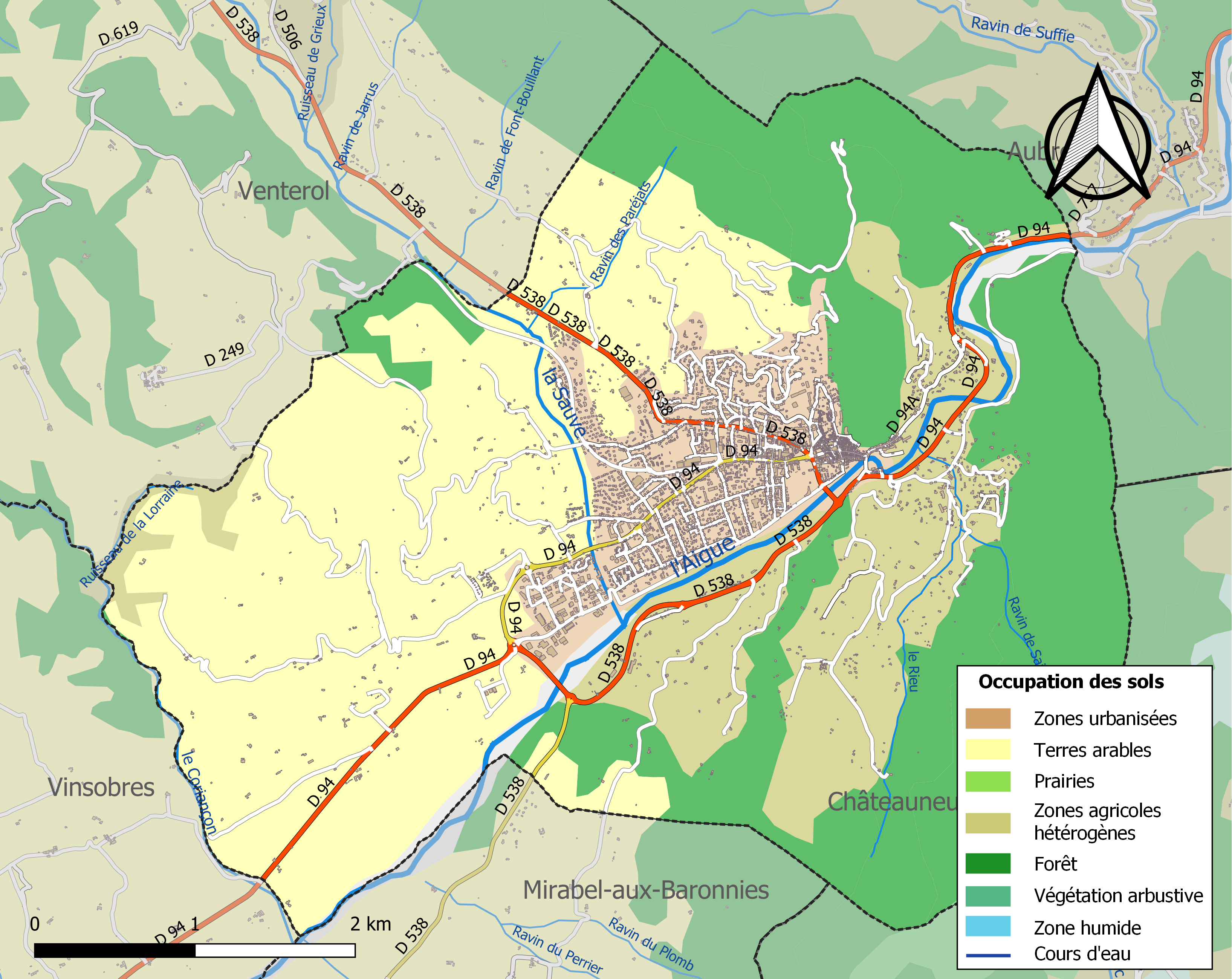
Carte des infrastructures et de l'occupation des sols de la commune en 2018 (CLC).

### Morphologie urbaine

#### Quartiers, hameaux et lieux-dits
Site Géoportail (carte IGN) :
- Buisson des Combes
- Chantemerle
- Chapelle de l'Ermitage
- Chapelle de Saint-Rimbert
- Château du Chanterie
- Châteauriant
- Chausan
- Fontgaro
- Forêt domaniale de Vaux
- la Magnanerie
- la Maladrerie
- la Marne
- la Mochatte
- la Perrière
- la Rochette
- le Castelet
- le Col
- le Crapon
- le Devès
- le Paroir
- le Pont Roman
- les Antignans
- les Bas Guards
- les Blaches
- les Clots
- les Crotasses
- les Estangs
- les Fontaines
- les Fontgères
- les Fonts
- les Forts
- les Gautières
- les Génestons
- les Hauts Clots
- les Hauts Guards
- les Horts
- les Logis d'Essaillon
- les Marquises
- les Monges
- les Murets
- les Paréjats
- les Rieux
- les Roches
- les Roches
- les Serres
- les Souchères
- Meyne
- Musseaux
- Pied de Garde Grosse
- Pied d'Essaillon
- Pied de Vaux
- Plan de la Vache
- Ruinas
- Saint-Jaume
- Saint-Pierre
- Saint-Rimbert
- Salerand
- Serre de Reynier
- Varembon

Anciens quartiers, hameaux et lieux-dits :
- Antignan est un quartier attestée en 1891. Il était dénommé Hantignan en 1590 (parcellaire)[16].

### Logement
En 2009, le nombre total de logements dans la commune était de 4 069, alors qu'il était de 4 593 en 1999.
Parmi ces logements, 75,8 % étaient des résidences principales, 19,6 % des résidences secondaires et 4,6 % des logements vacants. Ces logements étaient pour 46,2 % d'entre eux des maisons individuelles et pour 50,6 % des appartements.
La proportion des résidences principales, propriétés de leurs occupants était de 48,6 %, en hausse par rapport à 1999 (45,4 %). La part de logements HLM loués vides (logements sociaux) était en baisse sensible : 8,3 % contre 10,1 % en 1999, leur nombre ayant diminué de 311 à 288.

### Voies de communications et transports

#### Réseau routier
Située sur un axe régional important, permettant de lier la vallée du Rhône, et plus précisément le Tricastin au Dauphiné et à la région de Gap, par la route départementale RD 94, Nyons est également le centre d'un réseau routier local dense la RD 538, vers Vaison-la-Romaine et le Vaucluse, au sud, ou Le Pègue et Taulignan au nord.
Recharge pour véhicule électrique
Nyons dispose de 5 bornes de recharge pour véhicule électrique. Chaque borne dispose de 2 places de stationnement, pour une puissance totale de 22kw. 7 point de recharge sont des Connecteur Type 2, 1 emplacement possède un connecteur CHAdeMO et 1 Combined Charging System. L'ensemble est géré par le réseau eborn.

##### Transports en commun
Afin de faciliter les déplacements dans le centre-ville, dans le cadre de la charte municipale de l'environnement, le Nyonsbus,  une navette par bus de 22 places dont 10 places assises, est en service depuis le 26 octobre 2010. Elle parcoure du lundi après midi au samedi 5 boucles pour une quarantaine de stations. Depuis avril 2023 la navette est 100% électrique
La ligne 71 des Cars Région Express propose 3 allers-retours quotidiens entre Nyons et Montélimar, assurant les correspondances avec les TGV de la ligne Paris-Marseille.
La ligne 985 du réseau Zou ! propose 2 allers-retours quotidiens entre Nyons et Avignon centre et Avignon TGV, assurant les correspondances avec les TGV de la ligne Paris-Marseille.
Vélo à Nyons
Il existe une quinzaine d'arceaux à vélo à 4 endroits de la ville. Nyons dispose de 2 magasins de cycles et d'un atelier de réparation de vélos.
Zone piétonne
De mi avril à début novembre, le stationnement et la circulation dans les rues piétonnes du centre historique (rues de la Résistance et des Déportés) sont interdits.
Le marché de Nyons sera piétonnier sur un vaste périmètre en juillet - aout à compter de 2023

#### Réseau ferroviaire

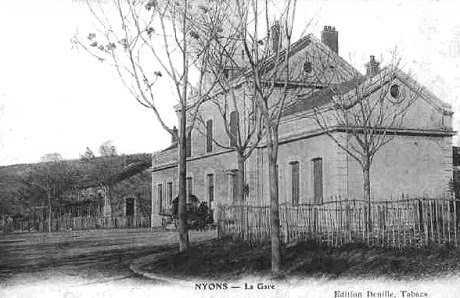
Gare de Nyons.

Une ligne de chemin de fer a desservi Nyons, depuis Pierrelatte. Ouverte en 1897, elle a été gérée par la Compagnie des chemins de fer de Paris à Lyon et à la Méditerranée jusqu'en 1938, date à laquelle la concession a été reprise par la SNCF. La ligne est fermée au service des voyageurs depuis 1940, et au fret depuis 1951. L'ancienne gare est maintenant occupée par la sous préfecture de Nyons.

### Risques naturels et technologiques
Sur le plan sismicité, la commune de Nyons est en zone de risque no 3. Les risques naturels les plus fréquents sont les risques d'inondations. Le village de Nyons a été touché par un tremblement de terre d’intensité V-VI sur l’échelle MSK en 1905, dont l’épicentre se trouvait à Buisson. La commune a connu de nombreux cas depuis le début des années 1990 : deux en 1992, un en 1993, un en 2008, en plus d'une tempête en 1982. Le dernier plan de prévention des risques date de 2011.

## Toponymie
La commune s'appelle Nyons en français et, en général, on prononce le -s final. 
Ce nom vient de l'occitan moderne Niòns où le -s final peut se prononcer ou être muet (un autre nom occitan, qui n'est pas local, est Nions/Nioun). C'est une évolution du latin classique Noviomagus, qui vient du gaulois Noviómagos, ce qui signifie "nouveau marché" ou "nouveau champ".

### Attestations
Dictionnaire topographique du département de la Drôme :
- IIe siècle : Noimagos (Ptolémée).
- 1200 : castrum Nyonis (de Coston, Étym. de la Drôme, 116).
- 1242 : mention du mandement : mandamentum Nionis (inventaire des dauphins, 229).
- 1283 : castrum de Noniis (inventaire des dauphins, 235).
- 1284 : castrum de Nihoni (inventaire des dauphins, 233).
- 1284 : castrum Nionis (Valbonnais, II, 118).
- 1302 : Niomis (Valbonnais, II, 119).
- 1313 : Nyoniis (inventaire des dauphins, 219).
- 1321 : castrum de Nihoniis (inventaire des dauphins, 225).
- 1322 : Nichoniis (inventaire des dauphins).
- 1327 : Nyhoniis (inventaire des dauphins, 222).
- 1343 : Nihons (inventaire des dauphins, 222).
- 1343 : Nyours (Duchesne, Hist. des dauphins, 51).
- 1380 : Nuoniis (cartulaire de Montélimar, 192).
- XVIe siècle : Nionoe ou Nionae (rôle de tailles).
- 1788 : Nions (Alman. du Dauphiné).
- 1891 : Nyons, chef-lieu d'arrondissement.

### Étymologie
Il s'agit d’une formation toponymique celtique (gauloise), un composé courant de l'adjectif novio- (autrement noté nouiios) « nouveau », comparable au vieil irlandais nóe, nuae, gallois newydd, vieux breton nevid > breton nevez « nouveau » et, comme second élément, du substantif magos « champ », puis « marché » (distinct de magus « enfant, servant, valet »),. Le vieil irlandais mag, génitif maige conserve les sens de « plaine, terrain découvert, champ », tandis que le brittonique a évolué vers le vieux breton ma qui ne signifie plus que « lieu, endroit » et est réduit à l'état d'affixe dans le gallois -ma. Le sens global de Novio-magos / Nouio-magos est celui de « nouveau marché »,.
L'évolution en Nyons est assez insolite, en outre, on manque de formes anciennes qui permettent de comprendre ce qui s'est passé entre le IIe siècle et le XIIIe siècle, cependant on rapproche Nijon (Haute-Marne, Noviomagus (IVe siècle) et Noyon (Oise, Noviomago (IVe siècle). En revanche Nyon (Suisse) est un ancien Noviodunum. Le -s final de Nyons est l'ancienne marque de l'ablatif - locatif latin.
Homonymie avec les types Nouvion et Novion également.

## Histoire

### Protohistoire
La région de Nyons relevait à l'époque celtique de l'aire de la tribu gauloise des Voconces[réf. nécessaire].

### Antiquité: les Gallo-romains
À l'époque gallo-romaine, la région est considérée comme faisant partie de la cité de Vaison.
André Chastagnol considérait, à partir d'un texte de Ptolémée, que Nyons avait pu être la capitale des Tricastins (leur capitale est aujourd'hui localisée à Saint-Paul-Trois-Châteaux).
Nyons est souvent identifiée au vicus des Noiomagenses mentionné dans une inscription de Tain,,.

L'agglomération se trouvait sur un carrefour de voies secondaires comme en témoigne un milliaire retrouvé dans l'église.
On a aussi découvert des sépultures et poteries romaines à Nyons.

### Du Moyen Âge à la Révolution
La villa de Niomes est citée en 972 dans un acte de donation des églises Saint-Vincent et Saint-Ferréol de Nyons à l'abbaye Saint-Césaire d'Arles[réf. nécessaire].
La seigneurie :
- Au point de vue féodal, Nyons était une terre (ou seigneurie) des abbesses de Saint-Césaire d'Arles.
- 1259 : elle est inféodée aux princes d'Orange.
- 1309 : elle passe aux dauphins.
- 1337 : les dauphins accordent une charte de libertés municipales aux habitants.
- 1349 : la terre devient domaniale de la couronne de France.
- 1421 : elle est engagée aux Louvet.
- 1439 : passe (par héritage) aux Tanneguy du Châtel.
- 1483 : la terre est intégrée dans le domaine royal.
- 1543 : elle est engagée aux Letz.
- 1548 : elle est engagée aux Macédoine.
- 1574 : elle est engagée aux Alrics.
- 1593 : elle est engagée aux La Tour-Gouvernet.
- 1658 : elle est enfin engagée à la municipalité du lieu, qui jouit de tous les droits seigneuriaux dans cette ville jusqu'à la Révolution.

Indépendamment de la seigneurie principale, il y avait à Nyons une co-seigneurie :
- Possession des (du) Chastel.
- 1349 : vendue aux (de) Pierre.
- Vers 1430 : elle passe aux Gruel.
- Passe aux Eschaffin.
- 1552 : passe (par héritage) aux Colans.
- Passe aux Diez.
- 1609 : les droits appartiennent aux Vincens de Causans, héritiers des Diez.

La seigneurie (autre version) : longtemps possession directe de l'abbaye Saint-Césaire d'Arles et des archevêques d'Arles, Nyons passe sous la domination effective de seigneurs laïcs. Les seigneurs de Montauban parviennent à y prendre pied au début du XIIIe siècle.

Après un siècle de conflits pour la possession de la seigneurie, la ville est intégrée au Dauphiné en 1315. Le dauphin doit cependant rendre l'hommage au pape pour Nyons, Vinsobres et Mirabel.

En 1349, après le transport du Dauphiné à la France, la ville de Nyons devient propriété du roi-dauphin qui restera suzerain jusqu'à la Révolution[réf. nécessaire].
La ville connaît une période de croissance exceptionnelle à partir de la fin du XIIIe siècle et jusqu'au début du XVe siècle, croissance liée à la présence de la cour papale à Avignon, à celle de marchands italiens et d'une importante communauté juive.

Le début du XVIe siècle est également une période d'expansion, mais les guerres de Religion, commencées dans la région à la fin des années 1550, bouleversent profondément Nyons.

En 1585, une citadelle est construite sur la rive gauche de l'Eygues et domine la ville et le pont, alors que le château delphinal, construit au début du XIVe siècle, est démantelé[réf. nécessaire].
Nyons devient alors une place de sûreté protestante et le reste après l'édit de Nantes de 1598. Elle ne perd ce statut qu'après l'édit de La Rochelle en 1622. En effet, après les insurrections protestantes de cette année-là, Louis XIII décide d'abattre les principales fortifications de la région susceptibles de servir de repaire aux protestants. Un édit de juillet 1627 ayant ordonné le démantèlement de toutes les places fortes qui n'étaient pas frontières, Nyons devient une ville ouverte. C'est le 6 juillet 1633 que commencèrent les travaux de démolition de sa citadelle. Les Nyonsais obtinrent seulement la conservation des murailles de la ville, devenues inoffensives, mais qui, depuis des siècles, avaient assuré la sécurité du pays[réf. nécessaire].
Avant 1790, Nyons était une communauté de l'élection de Montélimar et de la subdélégation et du bailliage de Buis-les-Baronnies.

Elle formait une paroisse du diocèse de Vaison, dont l'église, dédiée à saint Vincent, dépendait du prieuré de Saint-Césaire à qui appartenait la dîme.
En fait d'établissements ecclésiastiques, il y avait dans cette ville le prieuré de Saint-Césaire (voir Saint-Pierre), et un couvent de récollets, fondé en 1642 et dont les bâtiments servaient en 1891 d'hôpital.
Le mandement de Nyons ne comprenait que la commune de ce nom.

### De la Révolution à nos jours

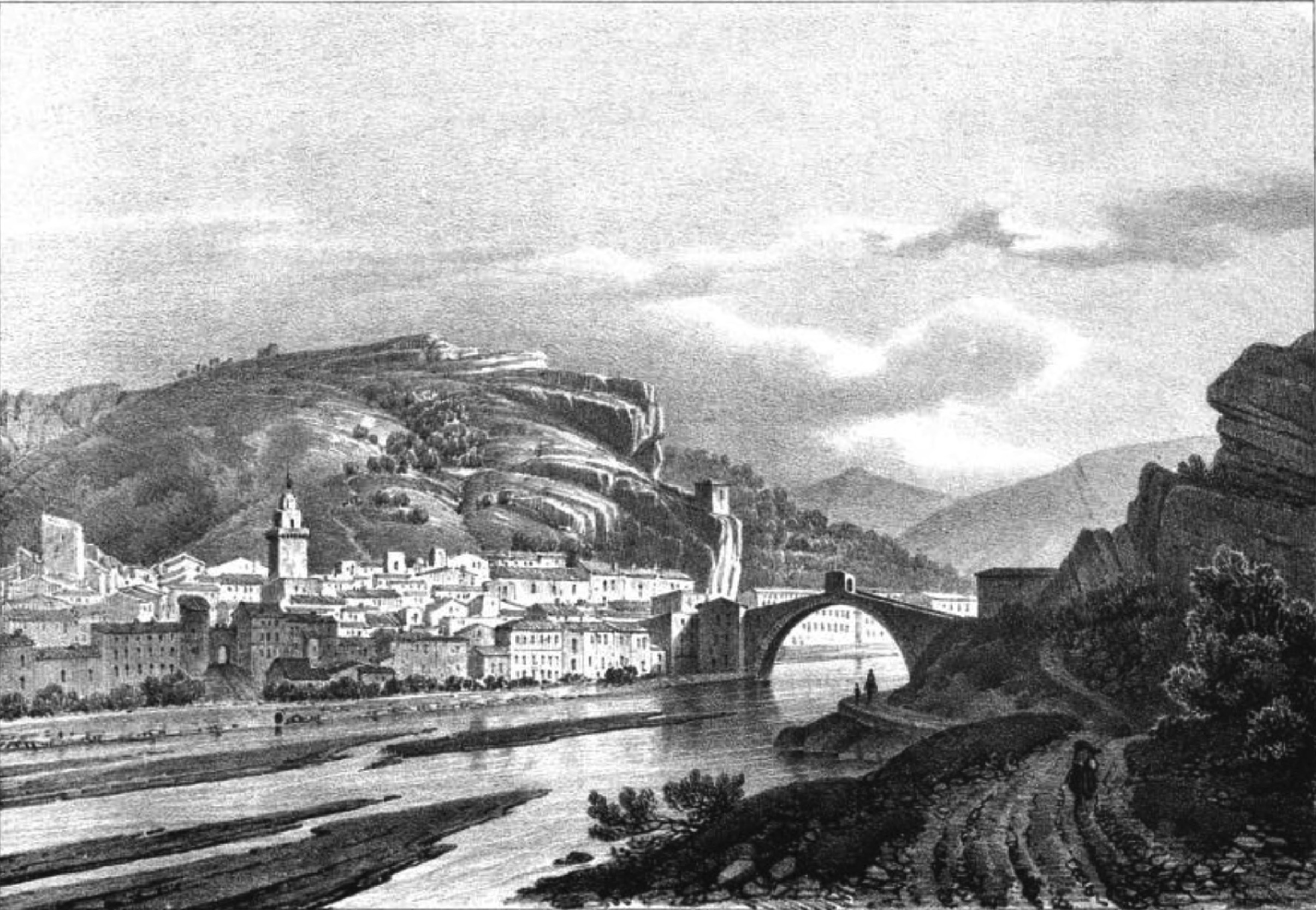
Nyons au XIXe siècle, illustrée par Alexandre Debelle (1805-1897).

En 1790, la commune de Nyons forme à elle seule un canton du district de Buis-les-Baronnies, puis devient le chef-lieu de ce district.

La réorganisation de l'an VIII (1799-1800) en fait celui d'un arrondissement comprenant les cantons de Buis-les-Baronnies, de Rémuzat, de Séderon et de Nyons. Ce dernier canton comprend les communes de Arpavon, Aubres, Châteauneuf-de-Bordette, Condorcet, Curnier, Eyroles, Mirabel, Montaulieu, Nyons, Piégon, les Pilles, Saint-Ferréol, Saint-Maurice, Valouse, Venterol et Vinsobres.

## Politique et administration

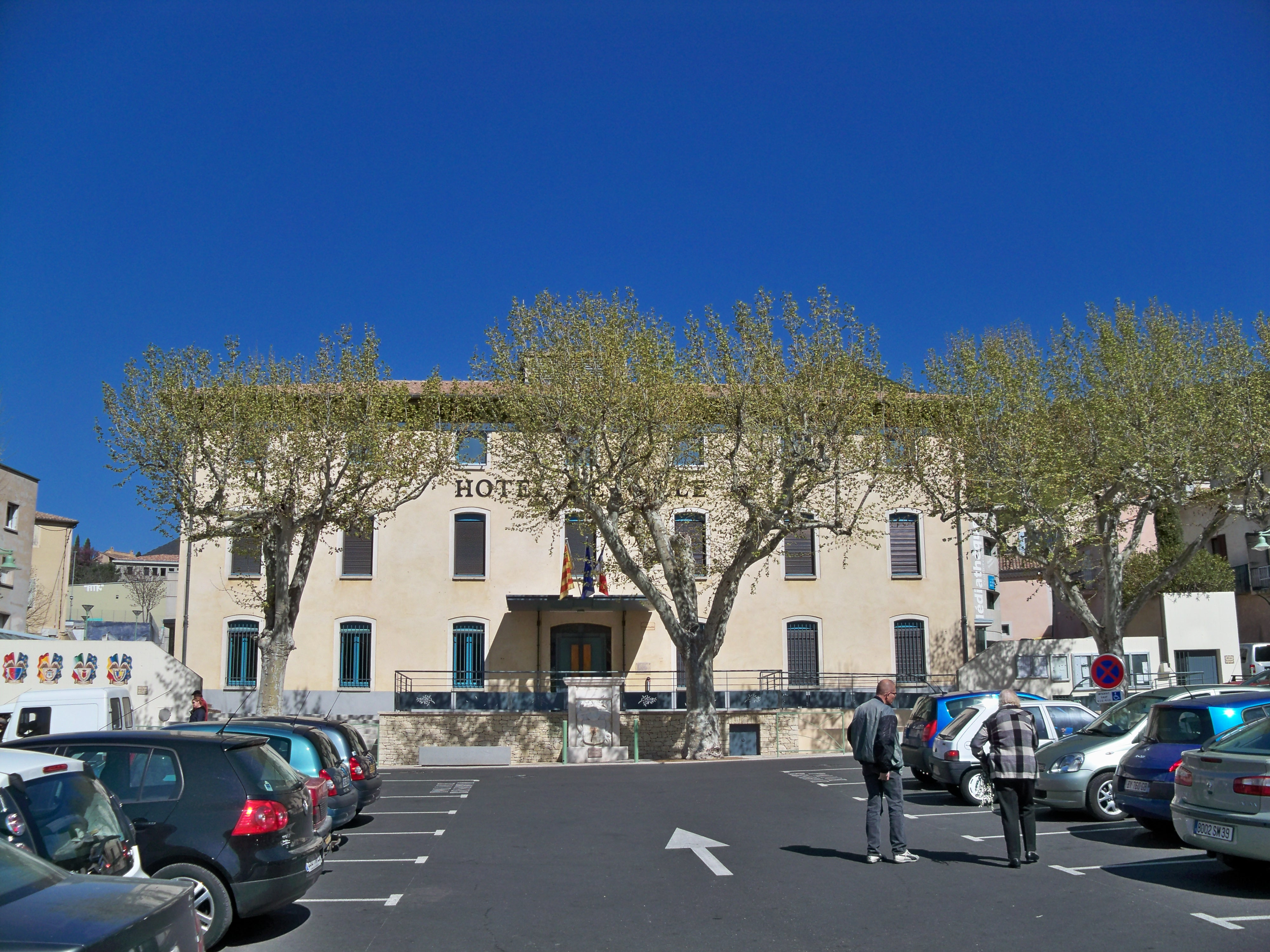
Hôtel de ville de Nyons.

### Liste des maires
| Période                                                                      | Période                       | Identité                           | Étiquette           | Qualité                                                                              |
| ---------------------------------------------------------------------------- | ----------------------------- | ---------------------------------- | ------------------- | ------------------------------------------------------------------------------------ |
| Les données manquantes sont à compléter. : de la Révolution au Second Empire |                               |                                    |                     |                                                                                      |
| 1790                                                                         | 1871                          | ?                                  |                     |                                                                                      |
| Les données manquantes sont à compléter. : depuis la fin du Second Empire    |                               |                                    |                     |                                                                                      |
| 1871                                                                         | 1874                          | ?                                  |                     |                                                                                      |
| 1874                                                                         | 1878                          | ?                                  |                     |                                                                                      |
| ?                                                                            | ?                             | Henri Rochier                      |                     |                                                                                      |
| 1878                                                                         | 1884                          | Paul Laurens                       | Gauche démocratique | médecin sénateur                                                                     |
| 1884                                                                         | 1888                          | ?                                  |                     |                                                                                      |
| 1888                                                                         | 1892                          | ?                                  |                     |                                                                                      |
| 1892                                                                         | 1896                          | ?                                  |                     |                                                                                      |
| 1896                                                                         | 1900                          | ?                                  |                     |                                                                                      |
| 1900                                                                         | 1904                          | ?                                  |                     |                                                                                      |
| 1904                                                                         | 1908                          | ?                                  |                     |                                                                                      |
| 1908                                                                         | 1912                          | ?                                  |                     |                                                                                      |
| 1912                                                                         | 1919                          | Henri Rochier                      |                     |                                                                                      |
| 1919                                                                         | 1925                          | Henri Rochier                      |                     |                                                                                      |
| 1925                                                                         | 1929                          | Henri Rochier                      |                     |                                                                                      |
| 1929                                                                         | 1933                          | Henri Rochier                      |                     |                                                                                      |
| 1935                                                                         | 1945                          | ?                                  |                     |                                                                                      |
| 1945                                                                         | 1947                          | ?                                  |                     |                                                                                      |
| 1947                                                                         | 1953                          | Henri Debiez                       |                     |                                                                                      |
| 1953                                                                         | 1959                          | Henri Debiez                       | Radical-socialiste  | Représentant mandataire                                                              |
| 1959                                                                         | 1965                          | Henri Debiez                       |                     |                                                                                      |
| 1965                                                                         | 1971                          | Pierre Jullien                     | SFIO-PS             | conseiller général (1949-1973)                                                       |
| 1971                                                                         | 1977                          | Pierre Jullien                     |                     | maire sortant                                                                        |
| 1977                                                                         | 1983                          | Jean Escoffier                     | RPR                 | conseiller général (1973-1979)                                                       |
| 1983                                                                         | 1989                          | Jean Escoffier                     |                     | maire sortant                                                                        |
| 1989                                                                         | 1995                          | Jean Monpeyssen                    | PS                  | conseiller général (1979-1992)                                                       |
| 1995                                                                         | 2001                          | Michel Faure                       | RPR                 | conseiller général (1992-2004)                                                       |
| 2001                                                                         | 2008                          | Pierre Combes                      | PS                  | conseiller général du canton de Nyons (2004-2015)                                    |
| 2008                                                                         | 2014                          | Pierre Combes                      |                     | maire sortant                                                                        |
| 2014                                                                         | 2020                          | Pierre Combes                      |                     | maire sortant conseiller départemental du canton de Nyons et Baronnies (depuis 2015) |
| 2020                                                                         | En cours (au 15 janvier 2021) | Pierre Combes[source insuffisante] |                     | maire sortant                                                                        |

### Rattachements administratifs et électoraux
Nyons, avec 19 autres communes voisines, fait partie de la Communauté de communes du Val d'Eygues.

Les compétences de la communauté de communes, depuis sa création en décembre 1997, sont le développement économique, l'aménagement de l'espace, l'environnement, l'habitat, l'éclairage public et la voirie, l'action sociale, les technologies informatiques et le classement des archives.

En 2003, à la suite de l'évolution sur la loi sur l'eau, les compétences de la communauté ont été élargies, et en 2010, avec la création et la gestion de zones économiques, commerciales et artisanales[réf. nécessaire].

### Politique environnementale
À Nyons, la gestion de l'environnement passe par la gestion des déchets. La commune s'est dotée, en 2012, d'une nouvelle station d'épuration d'un coût de 4 000 000 euros. Une déchetterie intercommunale est à disposition des Nyonsais et des communes voisines. Depuis 2023 13 placettes de compostage collectif ont été installées dans différents endroits de la ville.

### Finances locales
Les revenus fiscaux de la commune de Nyons proviennent de plusieurs types d’impôts. Les pourcentages de l'imposition étaient en 2010 de :
| Taxe                                                | Part communale | Part intercommunale | Part départementale | Part régionale |
| --------------------------------------------------- | -------------- | ------------------- | ------------------- | -------------- |
| Taxe d'habitation (TH)                              | 12,50 %        | 1,17 %              | 7,80 %              | 0,00 %         |
| Taxe foncière sur les propriétés bâties (TFPB)      | 20,50 %        | 1,88 %              | 11,57 %             | 2,12 %         |
| Taxe foncière sur les propriétés non bâties (TFPNB) | 113,96 %       | 7,96 %              | 42,44 %             | 5,28 %         |
| Taxe professionnelle (ex-TP)                        | 27,72 %        | 2,84 %              | 0,00 %              | 0,00 %         |
| Droit de mutation                                   | 1,20 %         | 3,60 %              | 0,09 %              | 0,10 %         |

Voir aussi la page suivante (finances locales de Nyons de 2000 à 2018).

### Jumelages
| Nyons Manciano Mechernich Nules Nyon Borca (Neamț) |

Au 12 janvier 2014, Nyons est jumelée avec :
- Mechernich (Allemagne) ;
- Manciano (Italie) ;
- Nyon (Suisse) ;
- Nules (Espagne) ;
- Borca (Roumanie).

## Population et société

### Démographie
L'évolution du nombre d'habitants est connue à travers les recensements de la population effectués dans la commune depuis 1793. Pour les communes de moins de 10 000 habitants, une enquête de recensement portant sur toute la population est réalisée tous les cinq ans, les populations de référence des années intermédiaires étant quant à elles estimées par interpolation ou extrapolation. Pour la commune, le premier recensement exhaustif entrant dans le cadre du nouveau dispositif a été réalisé en 2007.

En 2022, la commune comptait 6 794 habitants, en évolution de +0,77 % par rapport à 2016 (Drôme : +2,64 %, France hors Mayotte : +2,11 %).
| 1793  | 1800  | 1806  | 1821  | 1831  | 1836  | 1841  | 1846  | 1851  |
| ----- | ----- | ----- | ----- | ----- | ----- | ----- | ----- | ----- |
| 2 700 | 2 724 | 2 744 | 3 040 | 3 397 | 3 208 | 3 251 | 3 450 | 3 590 |

| 1856  | 1861  | 1866  | 1872  | 1876  | 1881  | 1886  | 1891  | 1896  |
| ----- | ----- | ----- | ----- | ----- | ----- | ----- | ----- | ----- |
| 3 633 | 3 653 | 3 611 | 3 623 | 3 579 | 3 222 | 3 534 | 3 349 | 3 611 |

| 1901  | 1906  | 1911  | 1921  | 1926  | 1931  | 1936  | 1946  | 1954  |
| ----- | ----- | ----- | ----- | ----- | ----- | ----- | ----- | ----- |
| 3 638 | 3 514 | 3 507 | 3 150 | 3 157 | 3 246 | 3 500 | 3 576 | 3 637 |

| 1962  | 1968  | 1975  | 1982  | 1990  | 1999  | 2006  | 2007  | 2012  |
| ----- | ----- | ----- | ----- | ----- | ----- | ----- | ----- | ----- |
| 4 270 | 4 982 | 5 607 | 6 061 | 6 353 | 6 723 | 7 065 | 7 109 | 6 632 |

| 2017  | 2022  | - | - | - | - | - | - | - |
| ----- | ----- | - | - | - | - | - | - | - |
| 6 793 | 6 794 | - | - | - | - | - | - | - |

### Enseignement
La commune relève de l'académie de Grenoble et les élèves de Nyons suivent leurs études dans la commune :
- Deux écoles maternelles, l'une située Quartier Meyne, composée de trois classes, pour 67 enfants[49] ; l'autre Quartier de Sauve, dans trois classes pour 75 enfants[50].
- Deux écoles élémentaires, dans les mêmes quartiers : Meyne, composée de cinq classes pour 107 écoliers[51], et Sauve, six classes pour 128 écoliers[52].
- Une école privée sous contrat de l'état, l'école Notre-Dame, accueille 33 enfants en maternelle et 82 en primaire, dans quatre classes[53].
- Les collégiens de Nyons, comme ceux des communes environnantes, se rendent au collège René Barjavel. Il compte 629 élèves, dans 23 classes de sections générales et deux classes de sixième et cinquième spécialisées. Une section européenne compte 22 élèves de quatrième et 19 de troisième. Certains élèves sont internes (28 collégiens)[54].
- Le lycée général et technologique Roumanille compte 488 lycéens de Nyons et des communes voisines, dans 17 classes[55].

### Santé
Les services et professionnels de santé sont largement implantés à Nyons, dans diverses structures.

De nombreux cabinets de santé, dont une maison de santé pluridisciplinaire, sont installés sur la commune, et bénéficient, le week-end, des locaux de la maison médicale de garde mise à leur disposition au sein de l'hôpital local.

L'hôpital local, de 140 lits, propose des services de première urgence, et assure le seul centre de radiologie du secteur.

Deux centres hospitaliers spécialisés sont également présents : un centre psychothérapeutique et un centre de soins et réadaptation pneumologie.

### Manifestations culturelles et festivités
- Mars : Fête du printemps : les dimanche et lundi de Pâques[38].

Le corso attire chaque année plusieurs dizaines de milliers de visiteurs. Les chars du défilé ont longtemps servi au carnaval de Nice l'année suivante[réf. nécessaire].
- Avril-juin : le week-end de l'Ascension, se déroule la fête du livre. Autour d'un thème qui change chaque année, plusieurs dizaines d'écrivains sont invités à rencontrer leurs lecteurs, sous les arcades de la place du Docteur Bourdongle et à la Médiathèque Départementale[réf. nécessaire].
- Août : le dernier dimanche (en 1992)[38].
- Août : tous les deux ans (années paires), le dernier week-end du mois d'août, les journées Barjavel rappellent le souvenir de l'écrivain René Barjavel, né à Nyons en 1911[60].
- Septembre : lors des journées du patrimoine, une grande fête médiévale appelée « les médiévales du Pontias » est organisée dans la vieille ville[61].
- Novembre et décembre : le festival des Moulins en Paroles accueille à Nyons, et dans les villages des Baronnies, des spectacles d'art du récit[62].

Plusieurs fêtes célèbrent l'huile d'olive :
- le premier dimanche de février avec la fête de l'huile nouvelle, l'Alicoque qui se déroule sur la place des Arcades[63] ;
- la première quinzaine de juillet (en 1992) : « les Olivades », fêtes internationales de l'olivier et de la vigne[38] ;

le week-end qui suit le 14 juillet avec « les Olivades » ;
- le week-end avant Noël avec la fête de l'olive piquée, initiée en 2001 et durant laquelle les visiteurs dégustent les premières olives fraîchement récoltées[65].

Des expositions sont organisées au château delphinal.
Du 10 février 2012 au 17 mars 2012, une exposition intitulée « Peintures en fleur » s'est déroulée à la galerie Fert à Nyons qui présentait notamment quelques natures mortes floraux de Alice Colonieu.

### Loisirs
- Boule et pétanque : le centre régional compte huit terrains de boule lyonnaise et seize terrains de pétanque[67].
- Golf[38].
- Pêche et chasse[38].
- Randonnées : la promenade de la Digue va du pont de l'Europe au passage à gué de la Sauve, en longeant l'Eygues. Elle assure la continuité entre la vieille ville et la ZA Les Laurons qui va maintenant au-delà du 4e pont, le pont des Baronnies[réf. nécessaire].
- La ville de Nyons propose plusieurs itinéraires thématiques permettant d'explorer son patrimoine naturel et culturel.

### Sports
- Alpinisme[38].
- Équitation[38].

La commune compte de nombreux équipements sportifs :
- la maison des sports, ouverte en 1994 ;
- un stade de football ;
- un stade d'athlétisme ;
- un parc aquatique ;
- un skate-parc ;
- un terrain multi-sports ;
- un complexe de trois terrains de tennis et deux terrains de padel, géré par l'association locale de tennis

### Médias

#### Presse écrite
- Le quotidien régional Le Dauphiné libéré dispose d'une rédaction et d'un service commercial dans la ville.
- L'hebdomadaire bidépartemental La Tribune de Montélimar, propriété du Dauphiné Libéré, a son siège dans la commune.
- L'hebdomadaire L'Agriculture Drômoise, journal d'informations agricoles et rurales, couvre l'ensemble du département de la Drôme.

#### Presse audiovisuelle
- Ici Drôme Ardèche, radio locale publique.
- France 3 Rhône-Alpes et France 3 Alpes

### Cultes
La paroisse catholique de Nyons dépend du doyenné de Nyons au sein du diocèse de Valence.
Les membres de l'Église réformée de France, et plus précisément de l'Église réformée de Baronnies et Désert, a une représentation et un temple dans la commune.
Les musulmans ont également un lieu de culte.

## Économie

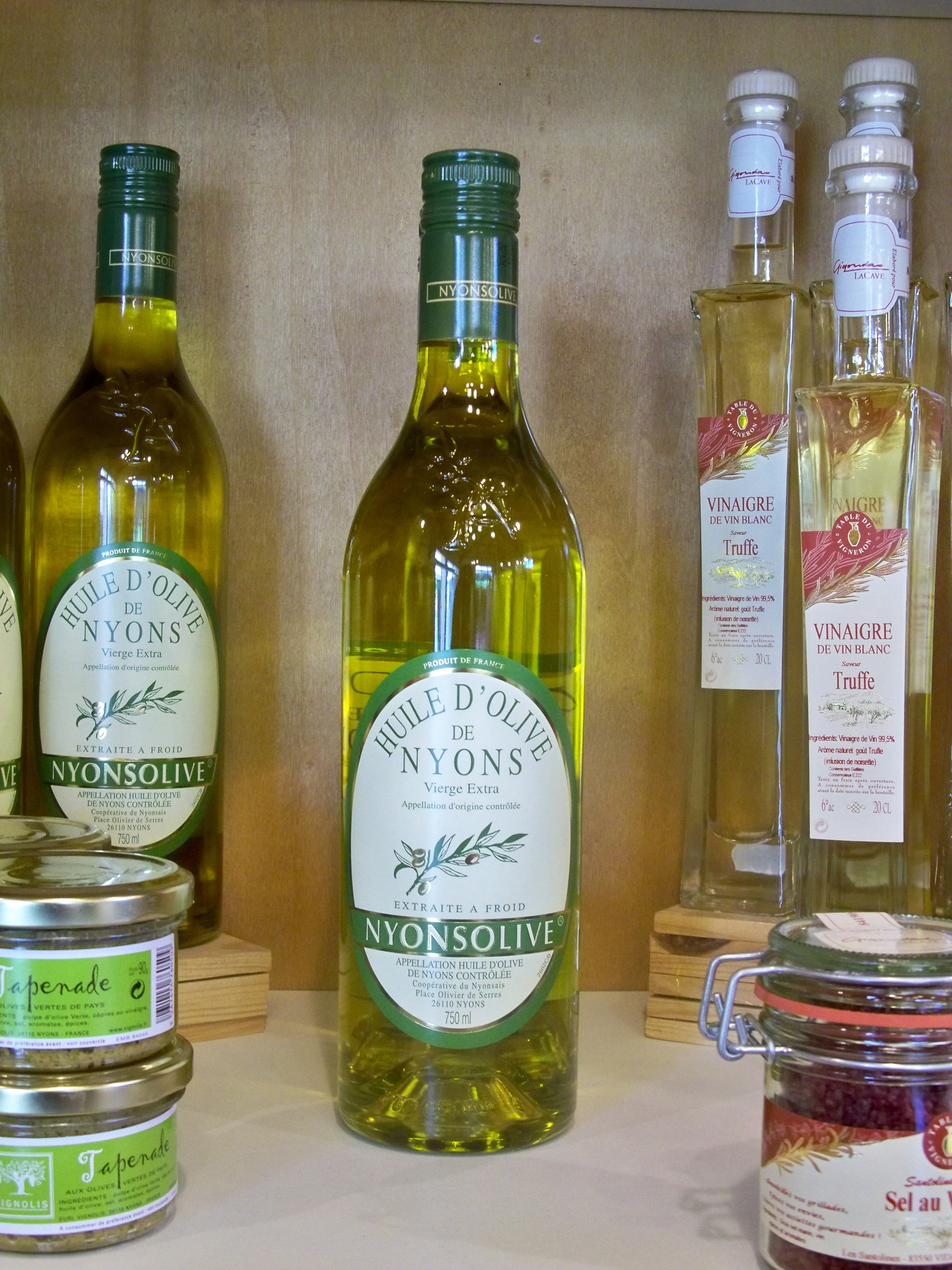
Huile d'olive de Nyons (AOC) et vinaigre à la truffe.

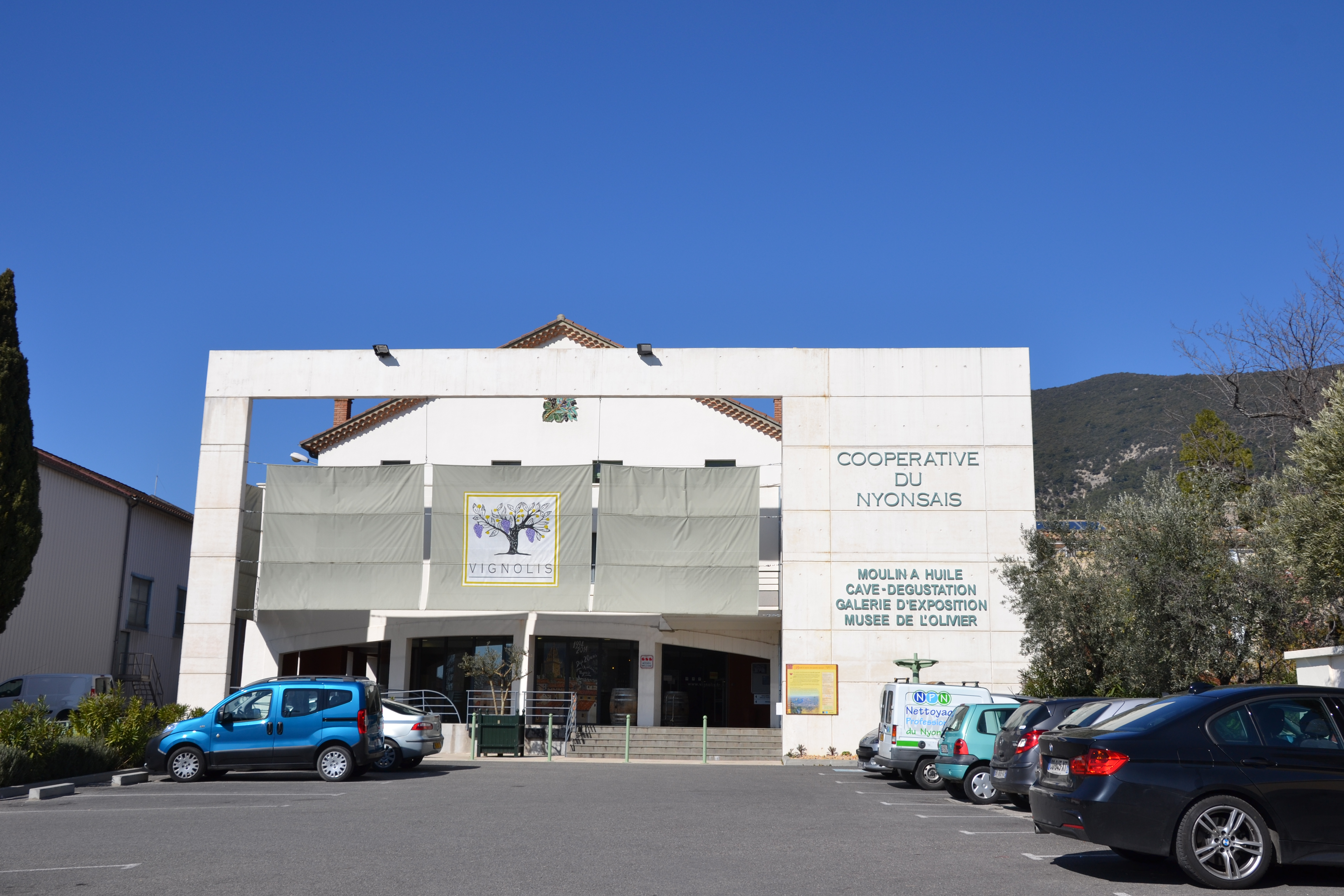
Coopérative oléicole de Nyons.

### Agriculture
En 1992 : oliviers (AOC olives noires de Nyons, huile d'olive), vignes (vins AOC Côtes-du-Rhône, VDQS Haut-Comtat), vergers, truffes, lavande (extrait) ovins.
- Coopératives agricoles[38].
- Coopérative d'huilerie de Nyonsais (huiles et conserves d'olives)[38].
- Marché : le jeudi[38].
- Foires : le premier jeudi du mois[38].

Les spécialités de Nyons sont l'olive (sous AOC) et l'huile d'olive. Nyons est le point le plus septentrional des Alpes du Sud pour la production commerciale d'olives. La tanche, spécifique aux oliveraies de la région de Nyons, est une variété d'olivier particulièrement rustique qui peut supporter des gels à moins 10 degrés. Cette qualité n'a cependant pas empêché la destruction presque complète des oliveraies par le gel de l'hiver 1955-1956. Mais le sinistre a été l'occasion d'organiser la profession et de fonder le Syndicat de l'olive de Nyons. Depuis 1994, les « olives noires de Nyons » et « l'huile d'olive de Nyons » sont classées en Appellation d'Origine Contrôlée. La production est commercialisée par la coopérative du Nyonsais, par plusieurs moulins et des agriculteurs.
Depuis 2005, l'Institut du monde de l'olivier de Nyons est devenu l'antenne Rhône-Alpes de l'AFIDOL. Il abrite plusieurs structures spécialisées dans la promotion de l'olive de Nyons, dont le Syndicat de la tanche et la Confrérie des chevaliers de l'olivier. Un musée de l'olivier a été créé à côté de la Coopérative du Nyonsais.
Nyons est par ailleurs située dans une région produisant des vins rattachés à l'appellation des côtes du Rhône, et bénéficie depuis 2020 de l'appellation Côtes du Rhône Villages Nyons. La commune est à proximité de Vinsobres, Visan et Cairanne. Les vins produits sur le terroir de Nyons peuvent être classés en appellation côtes-du-Rhône Village, côtes-du-Rhône et Vins de pays des coteaux-des-baronnies. Les vignerons de la commune sont représentés au sein de la Commanderie des Costes du Rhône, confrérie bachique, qui tient ses assises au château de Suze-la-Rousse, siège de l'Université du vin[réf. nécessaire].
La foire bio-naturellement de Nyons se déroule les samedi et dimanche du week-end de l'Ascension. Autour d'un thème qui change chaque année, elle propose des solutions écologiques aux enjeux de la vie quotidienne.
Tous les jeudis, un marché très important occupe plusieurs places de la ville (place du Docteur Bourdongle, place Buffaven, place de la Libération). Il permet de découvrir l'ensemble des productions agricoles locales.

Le dimanche, entre la mi-mai et la fin du mois de septembre, un marché, dit provençal, anime la vieille ville (produits du terroir).

### Entreprises et commerces
Au 31 décembre 2010, Nyons comptait 895 établissements : 84 dans l’agriculture-sylviculture-pêche, 44 dans l'industrie, 72 dans la construction, 566 dans le commerce-transports-services divers et 129 étaient relatifs au secteur administratif.
En 2011, 60 entreprises ont été créées à Nyons, dont 45 par des autoentrepreneurs.

### Industrie et artisanat
Depuis 2001, de nombreuses sociétés se sont installées dans la ZAC des Laurons (30 à l'origine, près de 70 en 2012). Certains services publics se sont également implantés sans cette zone : pompiers, centre régional Boule sportive et pétanque.

La ville possède une antenne de la Chambre de commerce et d'industrie de la Drôme.
En 2001, une brasserie artisanale s'installe à Nyons, La Grihète.

### Tourisme
Nyons est un site de villégiature apprécié depuis le XIXe siècle.
- Station climatique Le Pontias[38].

L'hébergement touristique de Nyons est diversifié : cinq hôtels (un hôtel sans étoile, un hôtel 2 étoiles et trois hôtels 3 étoiles), pour une capacité de 71 chambres.

Une résidence de vacances est également implantée à Nyons. Elle peut accueillir 152 personnes[réf. nécessaire].

Le camping 4 étoiles peut accueillir 108 personnes.

### Revenus de la population et fiscalité
En 2011, le revenu fiscal médian par ménage était de 22 654 €, ce qui plaçait Nyons au 28 342e rang parmi les 31 886 communes de plus de 49 ménages en métropole.
En 2009, seulement 42,4 % des foyers fiscaux étaient imposables.

### Emploi
En 2009, la population âgée de 15 à 64 ans s'élevait à 3 714 personnes, parmi lesquelles on comptait 68,3 % d'actifs dont 56,7 % ayant un emploi et 11,5 % de chômeurs.
On comptait 3 101 emplois dans la zone d'emploi, contre 2 582 en 1999. Le nombre d'actifs ayant un emploi résidant dans la zone d'emploi étant de 2 140, l'indicateur de concentration d'emploi est de 144,9 %, ce qui signifie que la zone d'emploi offre près de trois emplois pour deux habitants actifs.
Avec 566 demandeurs d'emploi nyonsais, au 31 décembre 2011, le taux de chômage approche 17 % des actifs.

## Culture locale et patrimoine

### Lieux et monuments
La commune compte deux monuments (un « classé », un « inscrit ») et 22 objets répertoriés à l'inventaire des monuments historiques.

#### Monuments civils

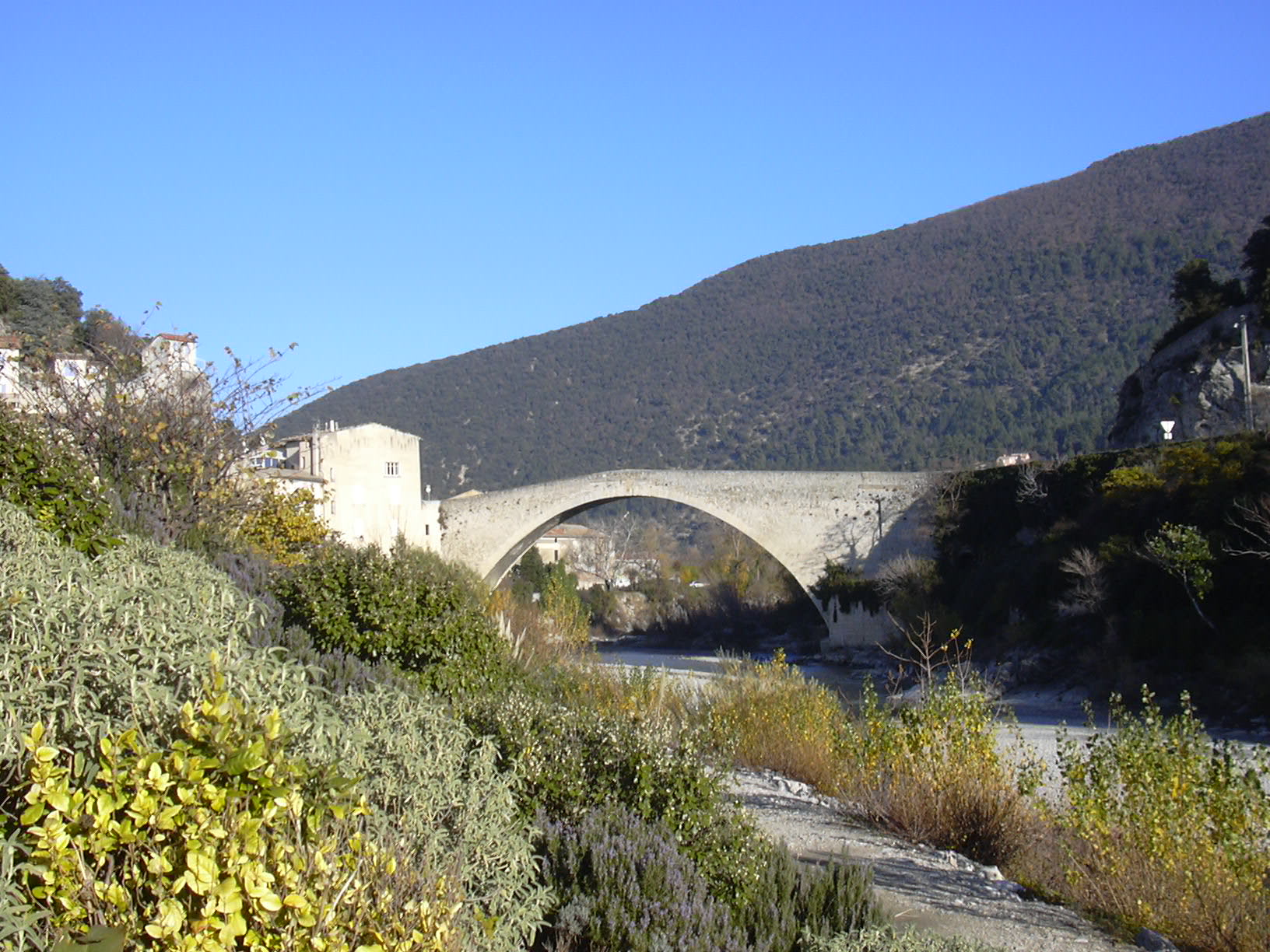
Le pont de Nyons.

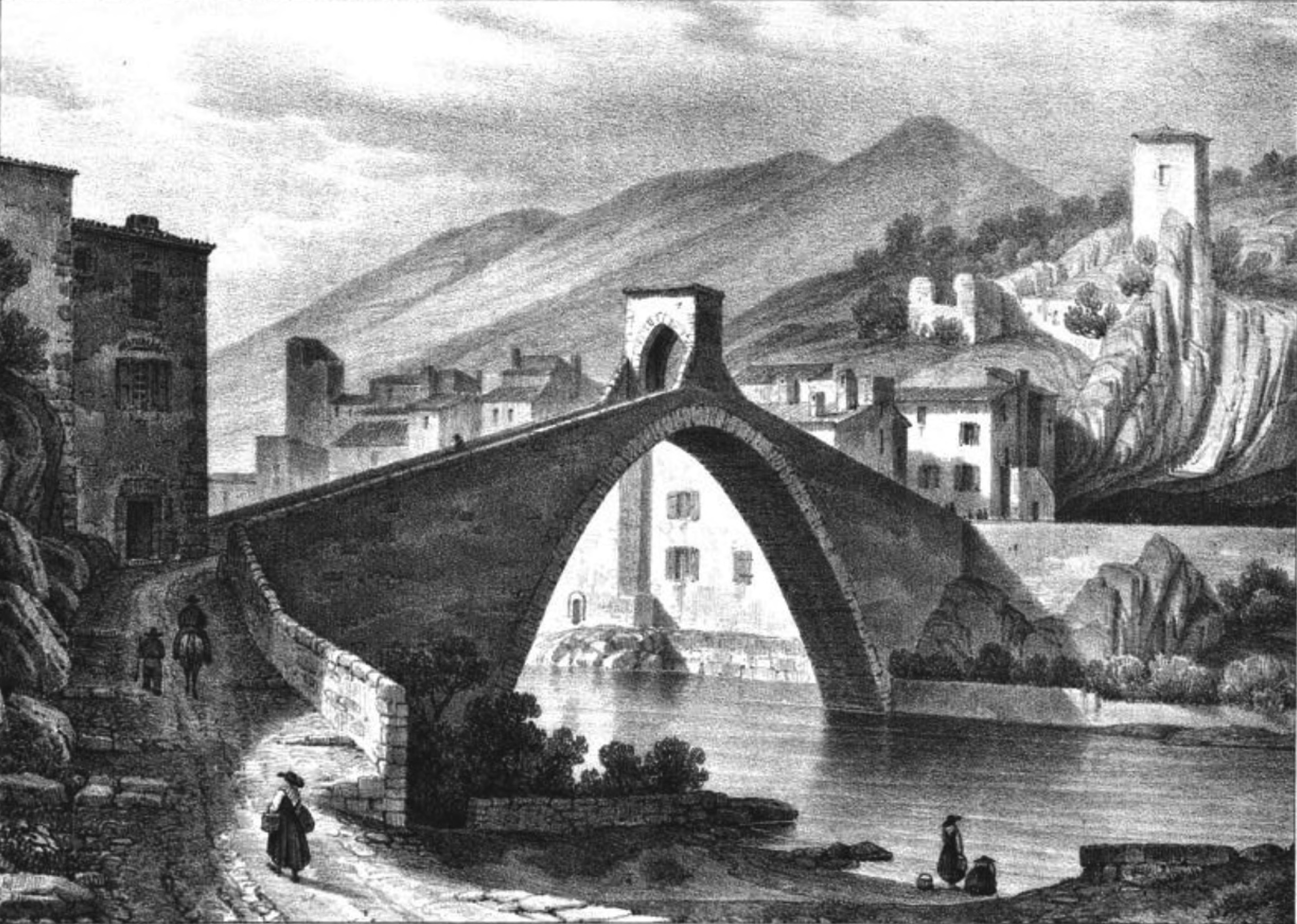
Le pont au centre et les ruines du château féodal à droite au XIXe siècle, par Alexandre Debelle.

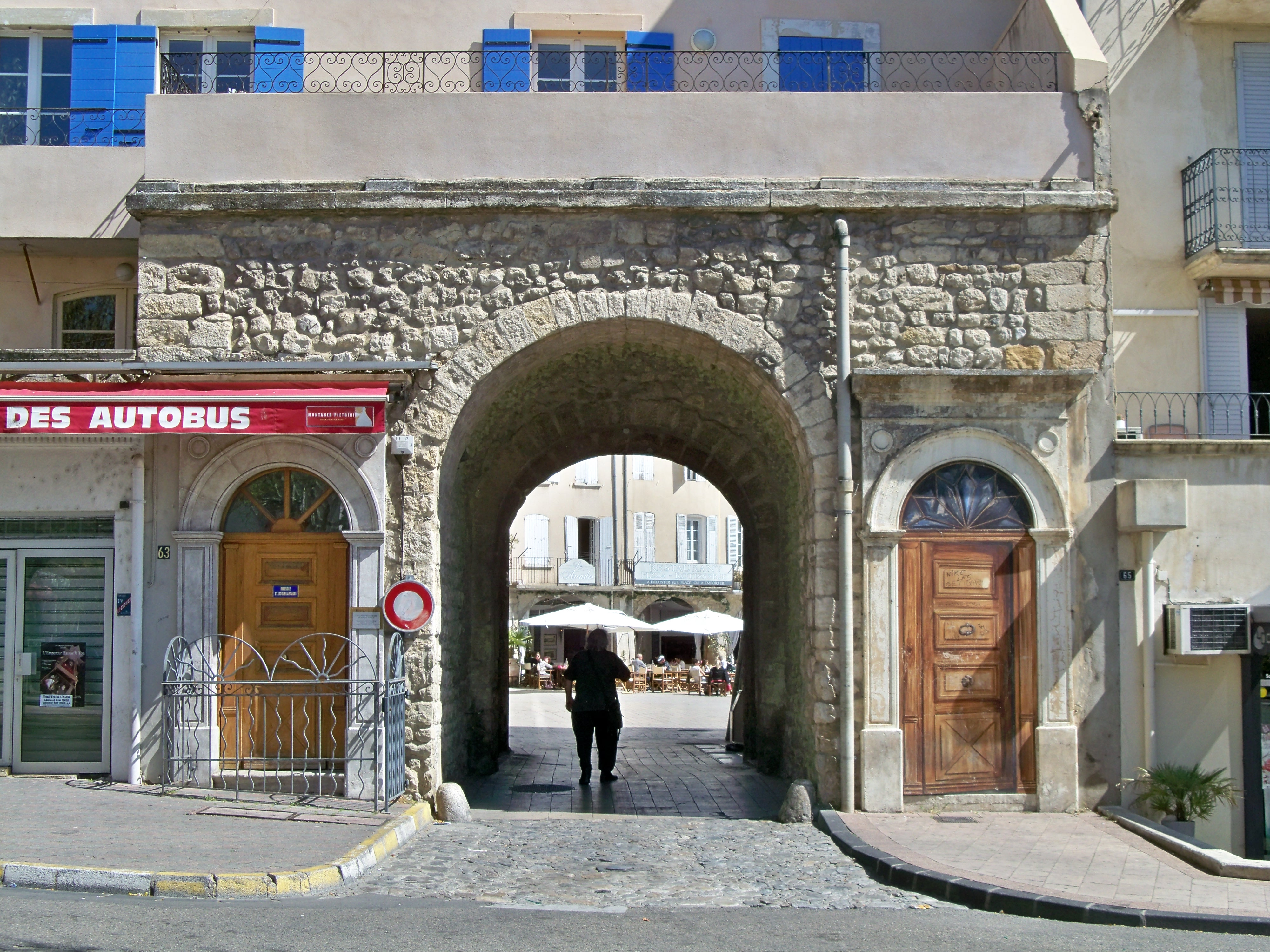
Porte Saint-Jacques.

- Vestiges du Chateau-Vieux (IXe siècle) : remanié[38].

Le château (palais) delphinal (XIVe siècle) : il n'en reste que trois tours et quelques traces de murs extérieurs[réf. nécessaire].
Il s'agit du château féodal (dit château vieux au XVIe siècle) : construit sur le rocher du Maupas, il terminait, du côté nord, le quartier des Forts. Les bâtiments actuels, visibles depuis la rue des Grands Forts, datent pour l'essentiel du milieu du XVIe siècle (grandes salles au-dessus d'un passage couvert, fenêtres à meneaux) lorsque le bâtiment à vocation militaire fut transformé en résidence de plaisance[réf. nécessaire].
Devenu propriété communale lorsque les Nyonsais rachetèrent la seigneurie en 1626, le château fut converti en presbytère en 1731 puis vendu aux enchères publiques en 1779[réf. nécessaire].
Restauré à partir du début des années 1960, c'est aujourd'hui une propriété privée[réf. nécessaire].
Le passage de la rue des Grands forts et les armoiries placées à l'entrée de ce passage sont inscrits au titre des monuments historiques depuis le 10 février 1983.
- Le quartier des Forts (XIIIe et XIVe siècles)) : six tours, ruelles en escalier, porte avec deux étages de fenêtres à meneaux[38].

Ce quartier a été organisé à la fin du XIIIe siècle ou au début du XIVe siècle autour de deux rues, l'actuelle rue des Petits Forts à l'est et la rue des Grands Forts à l'ouest ; cette dernière est en grande partie couverte par des maisons d'habitation. Il conserve en grande partie une allure médiévale. La crête est dominée par deux tours du XIIIe siècle, la tour Randonne transformée en chapelle au XIXe siècle et la tour Dauphine (propriété privée). Le quartier était terminé au nord par le château delphinal[réf. nécessaire].
Le quartier ouvrait sur la ville par deux portes vers le sud, le portail Corcosson, qui existe encore (entrée de la rue des Grands Forts) et le portail Gérenton (rue des Petits Forts) dont il ne reste que quelques traces. Le portail Corcosson, qui passe sous le château féodal, est surmonté de trois écussons, dont un représente les armes du dauphin (inscrit à l'inventaire supplémentaire des monuments historiques)[réf. nécessaire].
- La place du Docteur Bourdongle (XIVe siècle) (MH)[38], dite place des Arcades (site inscrit) était l'une des places consacrées au marché ou aux foires. Elle fut probablement créée au XIVe siècle. Elle est bordée d'arcades, à l'instar de celle de Buis-les-Baronnies[réf. nécessaire].

Au sud-est, se trouve l'ancien hôtel particulier de la famille des La Tour-Gouvernet de La Charce, dont plusieurs membres furent gouverneurs de Nyons. C'est à cette famille qu'appartient Philis de La Charce[réf. nécessaire].
Au nord, à côté de la porte Saint-Jacques, une maison abritait la cour de justice dès le XIVe siècle. Elle fut par la suite appelée « maison du Roi ». Cette place a bénéficié d'un réaménagement complet qui a été distingué en 2006 par l'attribution d'une équerre d'argent par le journal Le Moniteur[réf. nécessaire].
- Le pont sur l'Eygues (XIVe siècle) (MH) aussi appelé le « pont roman » : une arche de 40 m d'ouverture[38].

Il a été inauguré en 1409 par l'évêque de Vaison. Il relie les deux rives de l'Eygues avec une seule arche de 43 m et domine la rivière de plus de 18 m.
Le pont était gardé par une redoute élevée à chaque extrémité. La tour du péage occupait le centre du pont.
Le pont est classé monument historique depuis le 8 octobre 1925).
Il est aussi classé second pont de France de qualité aussi pure[réf. nécessaire].
- La porte de la Pomme : elle tirerait son nom d'une pomme sculptée dans son arc d'ouverture, aujourd'hui disparue.
- XIVe siècle : le clocher : il jouxtait la porte de la Pomme. Ses premiers niveaux, voûtés, ont été construits au XIVe siècle. Le clocher primitif fut édifié en 1352. Une pyramide surmontait l'édifice qui fit place, après sa destruction en 1785 par un ouragan, à la « cage de fer » actuelle[réf. nécessaire].
- Hôtel de La Tour-du-Pin[38].
- XVIIIe et XIXe siècles : les vieux moulins : au pied du pont roman de Nyons, au bout de la promenade de la Digue, de vieux moulins des XVIIIe et XIXe siècles peuvent être visités. Leur présence est liée à l'existence d'une ancienne et importante oliveraie dans le Nyonsais. Les moulins conservés permettent de comprendre la succession des opérations liées à l'huile d'olive, du broyage des olives par une meule au pressage et à la décantation pour séparer l'huile de l'eau. Ils sont ouverts à la visite tous les jours[réf. nécessaire].
- Années 1730 : la savonnerie est voisine des vieux moulins. Sa matière première était l'huile d'olive. Les vestiges de la savonnerie sont les plus anciens actuellement conservés en France : on peut y voir les piles destinées à conserver l'huile claire et lampante et les bacs pour la lessive, les traces des fourneaux, les mises réservées à un premier séchage du savon[réf. nécessaire].
- La porte Saint-Jacques : la tour qui mesurait environ 50 mètres de circonférence et une hauteur de 15 mètres, fut cédée par la ville à la caisse d'amortissement en vertu de la loi du 20 mars 1813, qu'avait motivée la pénurie du Trésor impérial. Ladite caisse la fit vendre aux enchères publiques le 30 juin 1814. Elle fut adjugée au prix de 31 francs à Jean-Baptiste Villard, maçon, qui la démolit[réf. nécessaire].
- 1824 : La place du Champ-de-Mars (ou place de la Libération) et sa fontaine : ancien lieu du jeu de paume. Le 15 mai 1824, le conseil municipal acquiert cette place et crée la place du Champ-de-Mars, agrandie par la suite. La fontaine monumentale est construite en pierres de taille de Chomérac et date de la fin de 1871[réf. nécessaire].
- 1857 : le mausolée de Philis de La Charce se trouve dans l'église paroissiale : élevé le 19 février 1857. Elle est célèbre pour avoir barré, en 1692, la route de l'ouest des Baronnies aux troupes du duc de Savoie[réf. nécessaire].

Sur le plateau de Guard, se trouvent les ruines d'un château.
Notons aussi la grotte des Huguenots, au Serre de Reynier : refuge des assemblées de protestants nyonsais pendant les guerres de Religion, puis des républicains nyonsais opposés au coup d'État du 2 décembre 1851[réf. nécessaire].

#### Monuments religieux

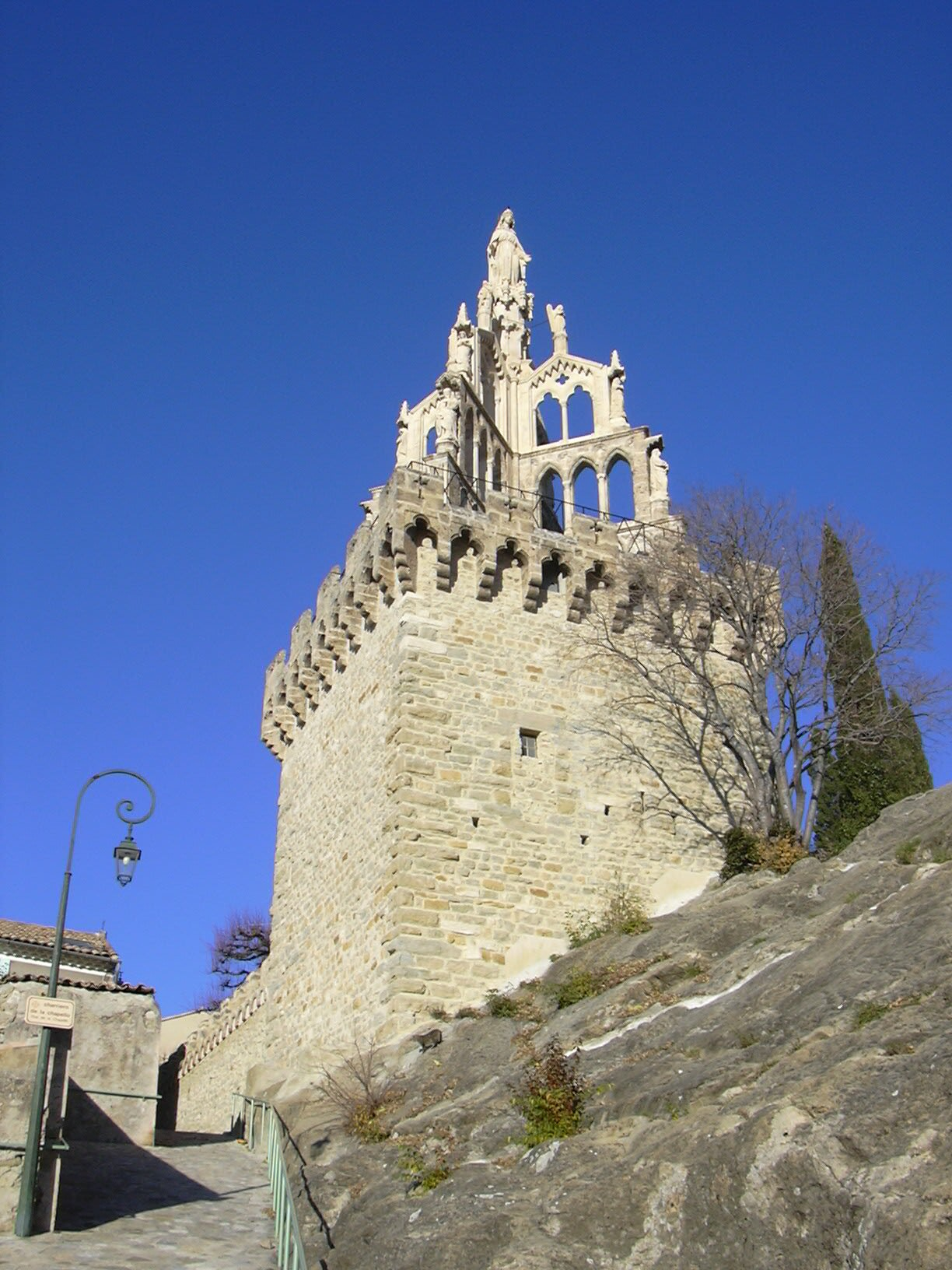
La tour Randonne.

- Avant le VIe siècle : l'ancien monastère (quartier Saint-Pierre) : les sarcophages et vestiges de toutes sortes que l'on y a trouvés, nous apprennent qu'une agglomération y exista dès la plus haute antiquité.

Une tradition locale veut que ce soit à cet endroit que saint Césaire fonda, au commencement du VIe siècle, le monastère qui devait exercer sa suzeraineté sur la ville de Nyons jusqu'au début du XIVe siècle. Il y percevait la dîme jusqu'à la Révolution.
À la fin du Xe siècle, une chapelle dédiée à saint Pierre, située dans la villa de Patennatis, y est déjà mentionnée[réf. nécessaire].
- Avant 972 : l'ancien monastère Saint-Césaire est situé au nord de l'église. Il a été rattaché dès 972 à l'abbaye Saint-Césaire d'Arles. Son prieur fut le seigneur majeur de Nyons jusqu'en 1317, avant de transmettre ses droits au pape. Ce grand bâtiment & été réaménagé au milieu du XVIIIe siècle.

Le bâtiment actuel renferme l'un des rares escaliers du XVIIIe siècle de la ville. À l'est, une porte d'entrée sculptée, datée du XVIIIe siècle, ouvrait sur une rue, aujourd'hui élargie et devenue la place Saint-Césaire.
Au XIXe siècle, ce bâtiment a abrité la mairie, la sous-préfecture et le tribunal d'instance. Il sert aujourd'hui de « maison des services publics »[réf. nécessaire].
- Fin Xe siècle[réf. nécessaire] : église : remaniée au XVIe siècle : campanile, tableaux des XVIe et XVIIe siècles[38].

L'église Saint-Vincent est mentionnée fin Xe siècle. L'édifice actuel a été reconstruit au cours de la première moitié du XVIIe siècle, après les destructions liées aux guerres de Religion.
Sa large nef conserve une allure romane.
Plusieurs tableaux remarquables y sont conservés. Plus de quinze toiles sont classées au titre des monuments historiques. Ils datent de la première moitié du XVIIe siècle. Ils provenaient d'un ancien couvent de récollets (actuel temple protestant) : deux œuvres attribuées à des peintres du Velay, Jean et Guy François, inspirés par Le Caravage (L'adoration des Bergers et Saint-Bonaventure) ; un tableau de Guillaume Perrier, frère de François Perrier, Les deux familles du Christ ; quatre tableaux d'un peintre de la première moitié du XVIIe siècle, inspiré notamment par l'école vénitienne (L'enterrement du Christ, le Christ chez Marthe et Marie, le Christ et Marie-Madeleine, ainsi qu'un Ecce Homo).
Le tabernacle de l'autel de la chapelle Saint-Joseph est l'œuvre d'un sculpteur originaire de Rouen, Pascal Jouvenet, qui fut moine récollet à Nyons et qui a réalisé des tabernacles dans d'autres couvents de récollets (chapelle de l'hôpital local de Bourg-Saint-Andéol, église de Montferrand[Lequel ?])[réf. nécessaire].
- Avant le XIIIe siècle : La chapelle Notre-Dame de Chausan : située sur un site occupé à l'époque gallo-romaine, elle est le dernier vestige d'un édifice religieux plus grand, mentionné dès le XIIIe siècle. Elle fut donnée au monastère Saint-Césaire en 1272 par l'évêque de Vaison.

Brûlée lors des guerres de Religion, elle resta en ruine pendant plus d'un siècle et fit place à la petite chapelle actuelle[réf. nécessaire].
- Chapelle de la tour Randonne (du Château-Vieux) : remaniée au XVIIIe siècle[38].

1280 : la tour Randonne est située sur les hauteurs du quartier des Forts. Elle a été construite par Randonne de Montauban en 1280,famille qui possédait Nyons avant que la baronnie soit cédé au Dauphiné..
Le 21 octobre 1862, M.L. Francou, curé de Nyons, se rend acquéreur de la tour et la convertit en chapelle (appelée la chapelle de Bon Secours). La première messe y est célébrée le 14 août 1864.
Sur le vieux donjon se dresse une pyramide de trois étages d'arcades à quatre faces ornées de statues. Elle soutient une statue colossale de la Vierge. Le monument mesure 24 mètres de hauteur et domine toute la vallée. : Le tabernacle du XVIIe siècle est classé au titre des monuments historiques[réf. nécessaire].
- Vers 1640 : l'ancienne église du couvent des Récollets : elle fut commencée au cours des années 1640 et consacrée en 1660.

Son architecture classique est sobre : les trois travées de la nef se terminent par un chœur carré placé à l'ouest.
Au début du XIXe siècle, le temple protestant y a été installé. Le reste du monastère a été transformé en hôpital.
Lors de la transformation de l'église en temple, aucune modification majeure n'a été faite. L'ancienne chapelle de la Vierge, située au sud du chœur, a cependant été séparée du reste de l'église pour devenir la chapelle de l'hôpital. Jusqu'à la fin des années 1960, l'entrée se faisait par deux portes : une à l'est qui subsiste et une autre au nord qui a disparu depuis la construction d'une salle paroissiale[réf. nécessaire].

### Patrimoine culturel
Il existe une « Confrérie des chevaliers de l'olivier ».
L'artisanat créateur est important.

#### Musées

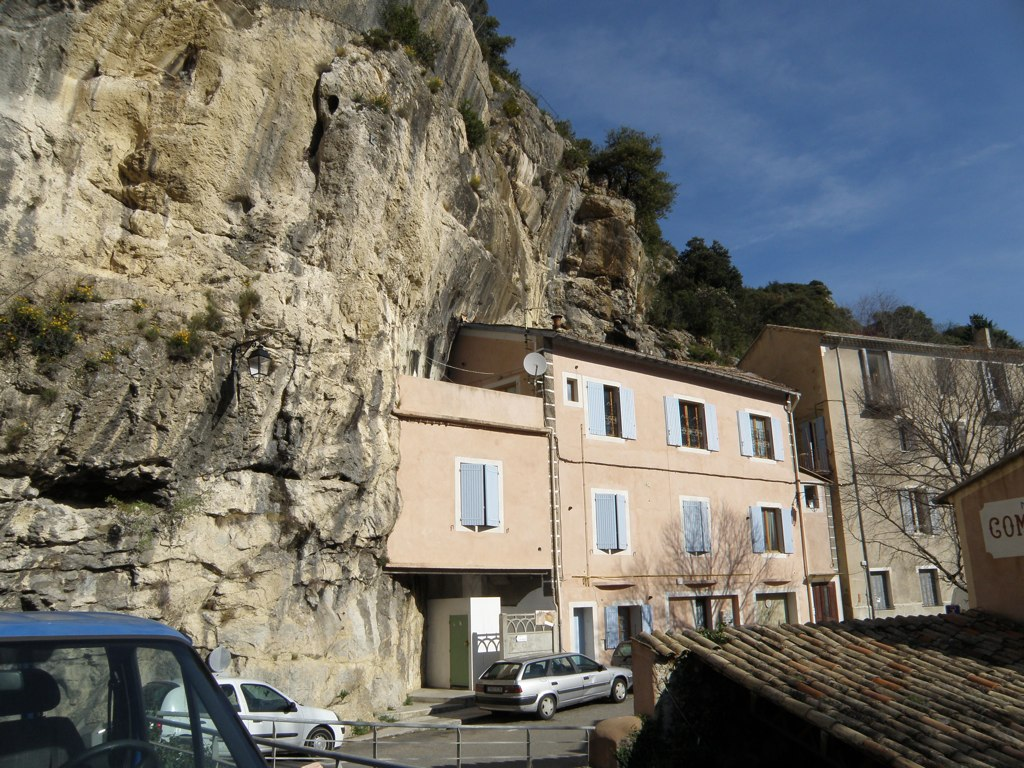
Scourtinerie de Nyons.

- Au cœur de la vieille ville, l'ancienne école primaire de René Barjavel accueille le musée d'Archéologie et d'Histoire de Nyons et des Baronnies. Il est né en 1968 de la volonté des chercheurs locaux. L'histoire locale des Baronnies occidentales est présentée de façon pédagogique depuis le néolithique jusqu'au Moyen Âge[réf. nécessaire].
- La Scourtinerie de Nyons est la dernière fabrique de scourtins en France[86].
- Le Musée de l'olivier présente un inventaire de l'outillage traditionnel nécessaire à la culture de l'olivier et à la fabrication de l'huile. On peut y voir de nombreux objets, comme des lampes, se rapportant aux utilisations multiples de celle-ci[87].

### Tableaux représentant Nyons
Le peintre Henri Rivière a peint Nyons en 1927-1928, ainsi qu'en 1939 :

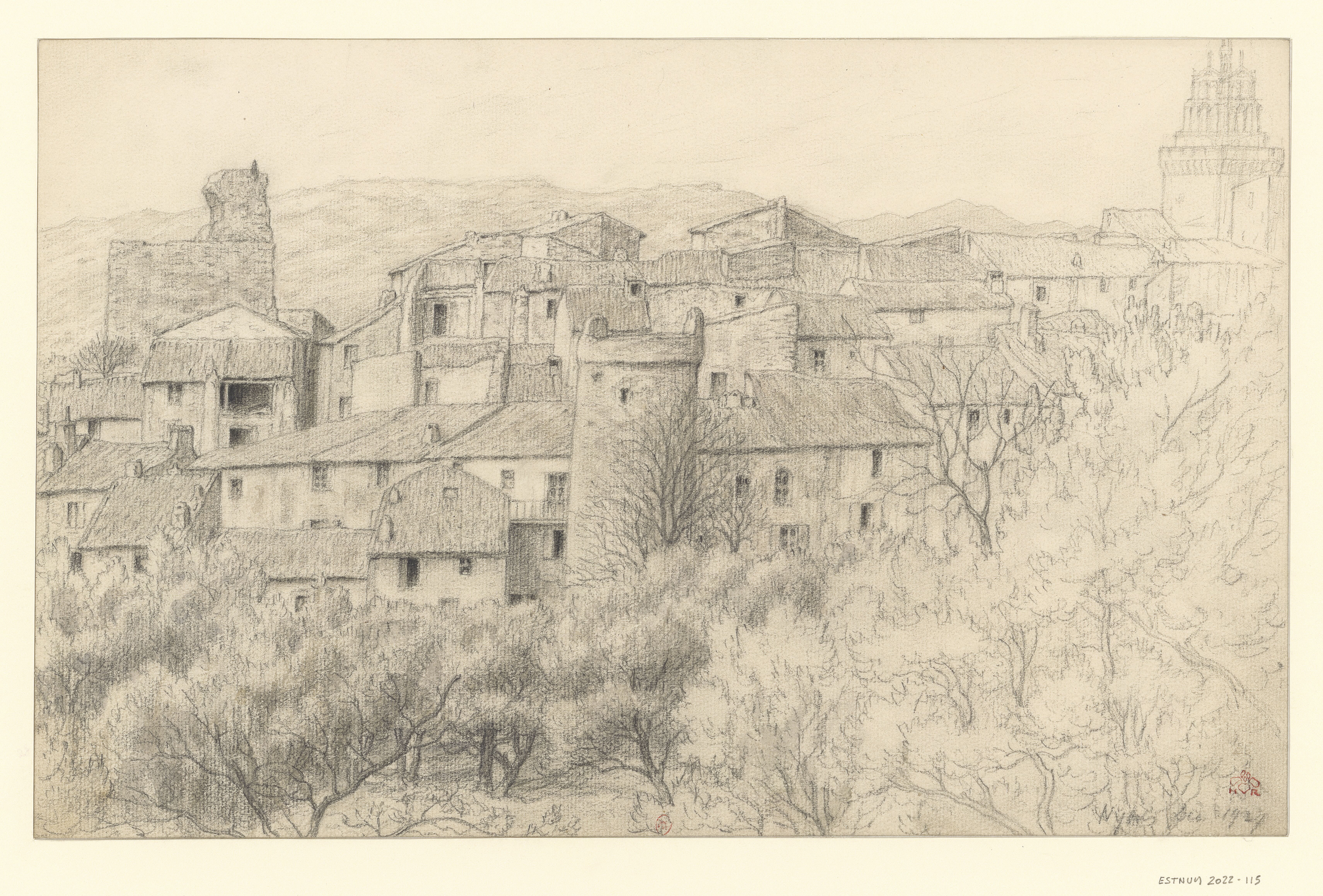
Nyons (dessin, 1927).
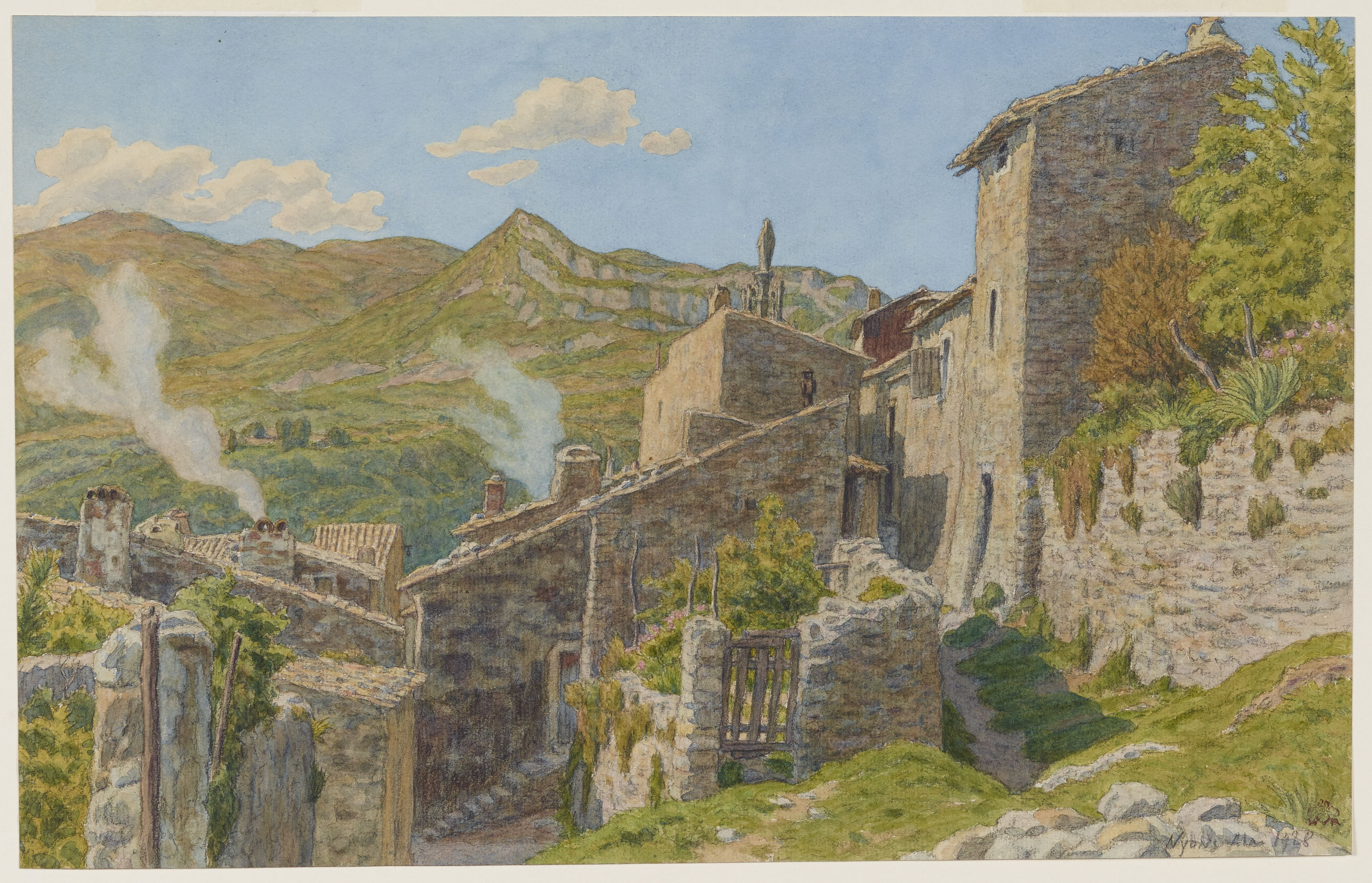
Dans la vieille ville. Nyons (dessin, 1928).
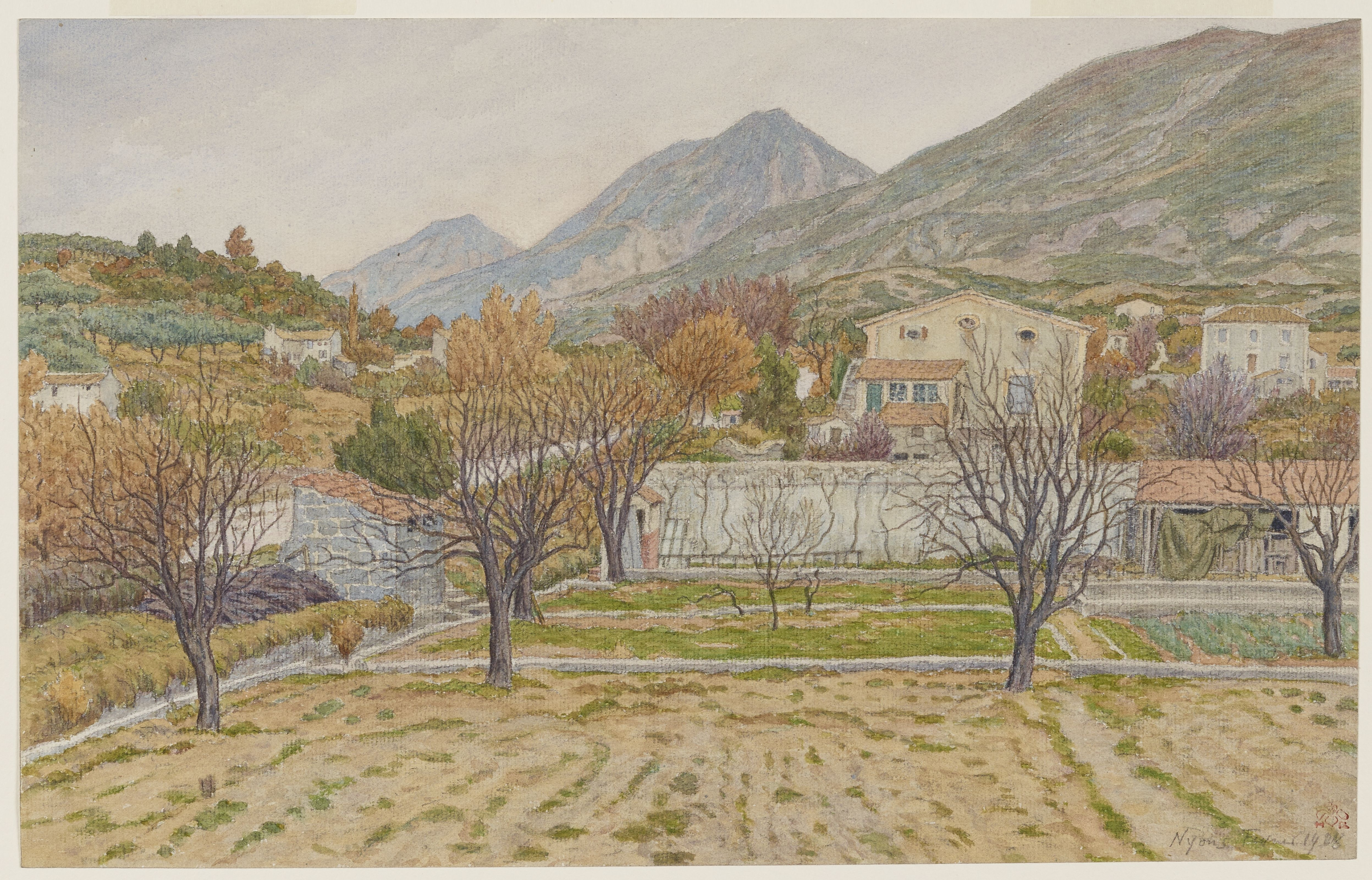
Environs de Nyons (dessin, 1928).
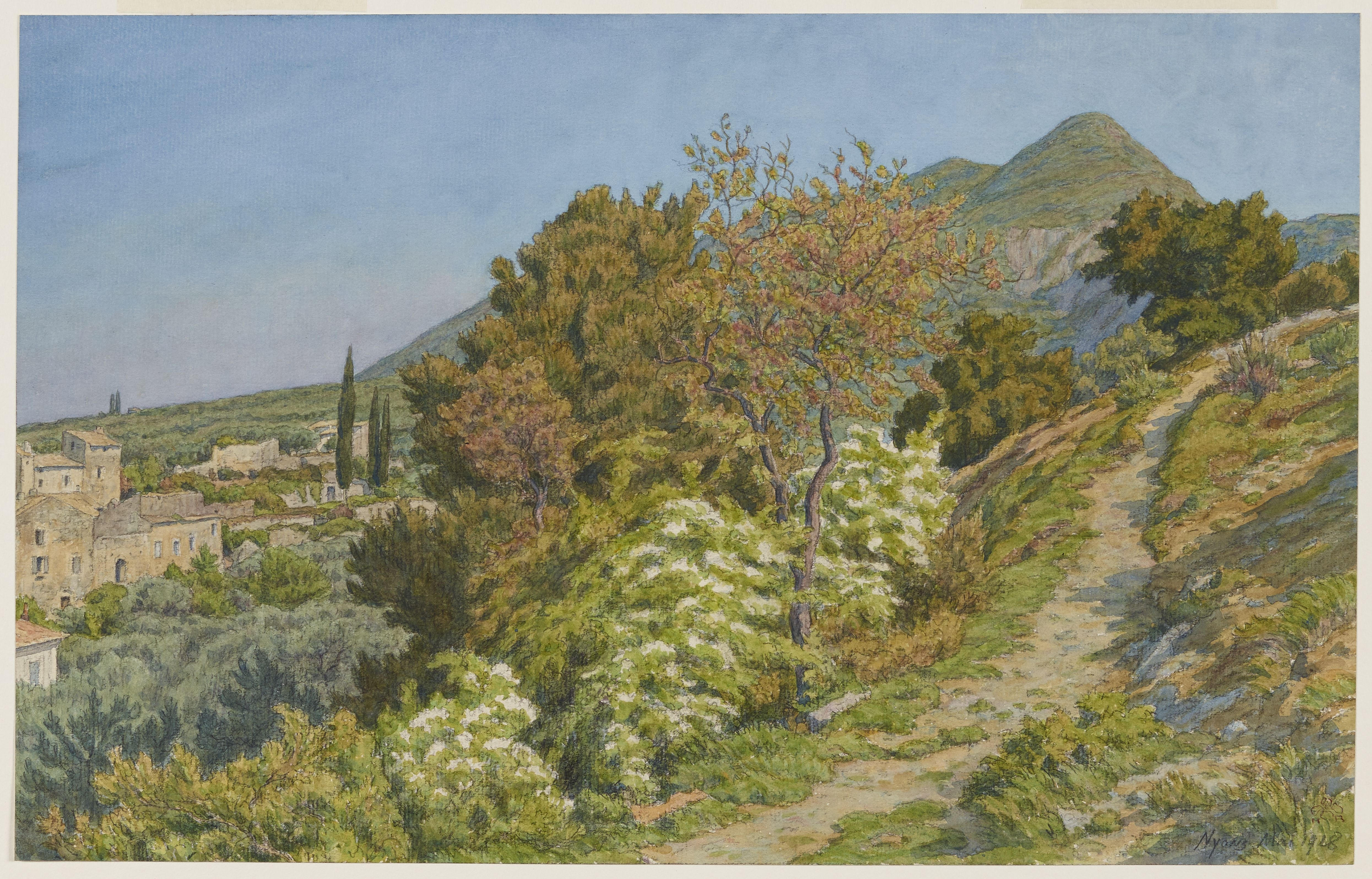
Nyons (dessin, 1928).
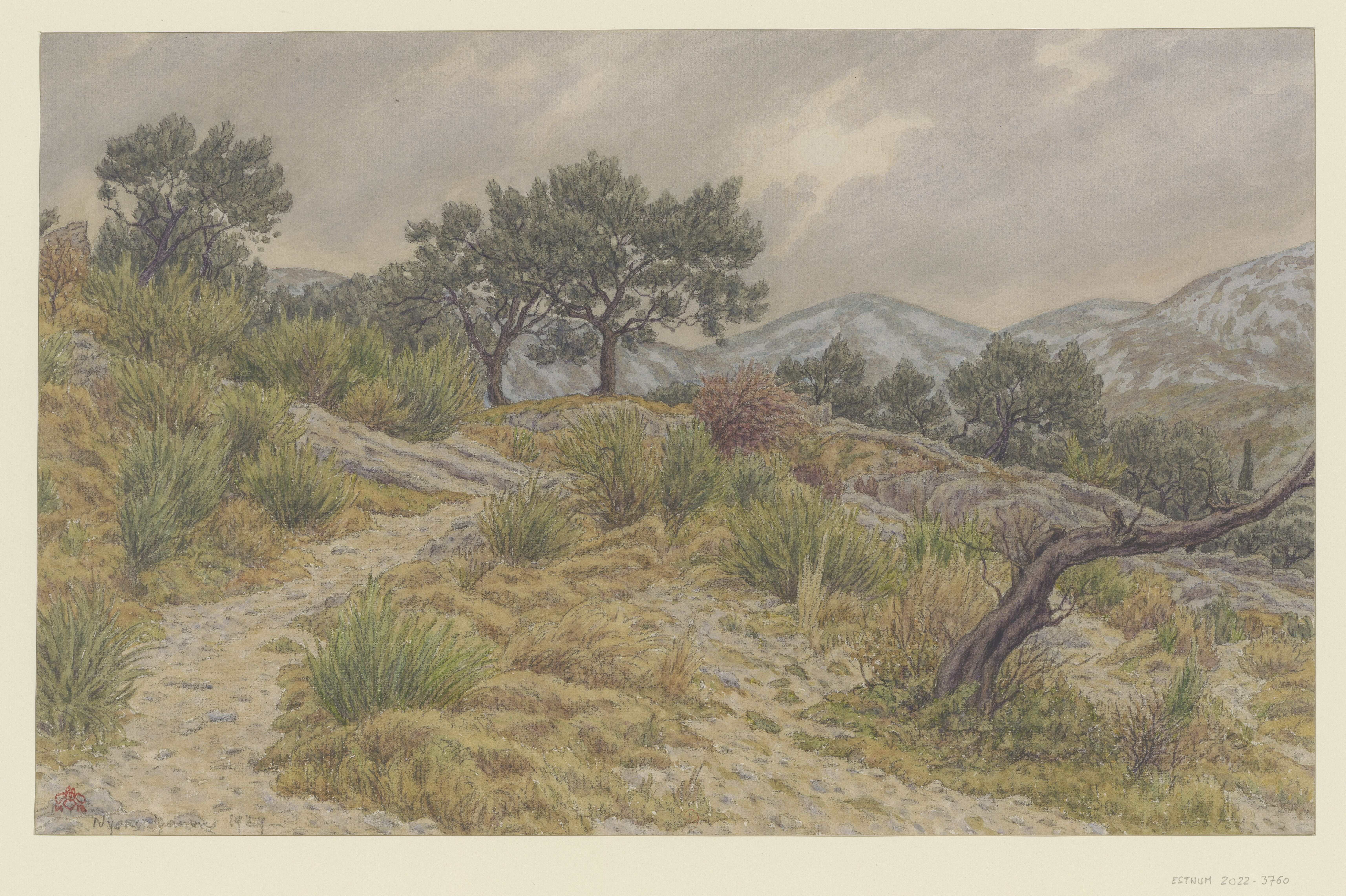
Nyons (dessin, 1939).

### Patrimoine naturel
- Le Trou de Pontias (caverne)[38],[2].
- La Grotte des Huguenots[2].
- Sources d'eau minérale[38].

La commune fait partie du Parc naturel régional des Baronnies provençales créé en 2015.

### Personnalités liées à la commune
- Saint Césaire, archevêque d'Arles entre 502 et 542. Une légende, consignée pour la première fois au début du XIIIe siècle, rapporte qu'il aurait amené dans un gant un vent miraculeux qui souffle depuis chaque matin à Nyons, le Pontias. Le prieuré féminin de Nyons, qui a existé entre le IXe siècle et 1789, était la seule dépendance de l'abbaye Saint-Césaire d'Arles, fondée au VIe siècle par l'archevêque qui lui donna son nom.
- René de La Tour du Pin-Gouvernet, capitaine protestant (né en 1543). Après avoir conquis Nyons en 1575 et une partie des Baronnies pendant les années 1580, il en fut seigneur engagiste à la fin du XVIe siècle et au début du XVIIe siècle.
- Antoinette du Ligier de La Garde, dite Madame Deshoulières (1638-1694) fut l'une des poétesses les plus connues de son époque. Elle appartint au cercle des précieuses et anima plusieurs salons littéraires pendant le règne de Louis XIV. Elle vint à Nyons, entre l'automne 1672 et août 1674, où elle résida chez son amie, madame de La Charce. Elle composa deux épitres dédiées à la fille de cette dernière, Philis de La Charce, dont une sur Fontaine de Vaucluse. Une de ses filles, Henriette Clémence, entra au prieuré Saint-Césaire de Nyons en mars 1673 et y mourut en mai 1740.
- Philis de La Charce (1645-1703). Issue de la branche protestante de la famille de La Tour, Philis se convertit au catholicisme en 1685. Elle est surtout connue pour avoir rassemblé ses paysans et, à leur tête, avoir engagé un combat contre des troupes du duc de Savoie près de son château de Montmorin, au col de la Fromagère. Ses faits d'armes ont par la suite été amplifié et certains ont voulu en faire la libératrice du Dauphiné.
- Antoine-Alexandre Romieu (1764-1805) : militaire et diplomate, né à Nyons.
- Joseph d'Ailhaud de Brisis (1784-1867) : député de la Drôme et juge de paix à Nyons, où il est décédé.
- Augustin Fresnel (1788-1827) : physicien. Il fut nommé à Nyons en tant qu'ingénieur des ponts et chaussées au début de sa carrière et avant d'entamer les recherches sur l'optique qui le rendirent célèbre.
- François-Auguste Romieu (1800-1855) : haut-fonctionnaire et écrivain, y est mort.
- Joseph Roumanille (1818-1891) : écrivain et félibre. Il vint à Nyons en 1843 et 1844 où il fut maître d'étude au collège fondé par Charles et Antoine Dupuy. Il y croisa plusieurs amateurs de langue et d'anecdotes provençales qui furent parmi les premiers à être intégrés au Félibrige après sa fondation en 1854.
- Eugène Lisbonne (1818-1891), homme politique né à Nyons,
- Clair Tisseur (1827-1895) : architecte et écde 1888 à 1891.vain lyonnais. Il se retira en 1877 à Nyons, dans une petite maison qu’il avait fait construire sous le nom de La Lézardière et où il décéda en septembre 1895. C’est là qu'il rédigea ses œuvres majeures, notamment le Littré de la Grand'Côte[88]. Une voie de la commune porte son nom, le passage Clair Tisseur.
- Victor Cherbuliez (1829-1899) : écrivain suisse, naturalisé en 1881 et élu à l'Académie française en 1881. Il vécut une partie de sa vie à Nyons qui l'inspira pour plusieurs de ses romans.
- Georges Colomb dit Christophe (1856-1945) : dessinateur français, il a inventé de nombreux personnages dessinés comme le savant Cosinus, le sapeur Camember et la famille Fenouilard. À la fin de sa vie, en 1940, il vient s'installer à Nyons où il décède en janvier 1945.
- Henri Vignet (1857-1920), peintre, y est mort.
- Ferdinand Deconchy (1859-1946), peintre, y est mort.
- Camille Bréchet (1862-1934), journaliste et historien local, né à Nyons et mort à Valence, membre de la Société française d'archéologie, de la Société d'archéologie de la Drôme, de l'Académie du Vaucluse et de l'Institut historique de Provence.
- Adrien Bertrand (1888-1917) : journaliste et écrivain. Adrien Bertrand, issu par sa mère d'une vieille famille nyonsaise, les Vigne, vécut une partie de son enfance et de son adolescence à Nyons. Jeune adulte, il s'installa définitivement à Paris où il fréquenta les milieux littéraires et notamment le cercle qui entourait le poète Catulle Mendès. Il écrivit plusieurs recueils de poèmes, mais c'est un roman, L'Appel du sol, qui lui permet d'obtenir le prix Goncourt 1914 (décerné en 1916). Il meurt en 1917 des suites de blessures de guerre. Un legs qu'il fit avant sa mort à l'Académie Goncourt est à l'origine de la Bourse Goncourt de la poésie - Adrien Bertrand, décernée chaque année à un poète confirmé pour l'ensemble de son œuvre.
- Albin Vilhet (1896-1981) : résistant, sénateur de la Drôme (1946-1948), cofondateur de la coopérative agricole.
- Gabriel Genieis (1904-1992) et son épouse Marthe Colleye (1902-1990), peintres français y passent leurs dernières années.
- René Barjavel (1911-1985) : journaliste, scénariste et écrivain. René Barjavel, qui fut un des premiers auteurs de la littérature d'anticipation en France, vécut à Nyons entre 1911 et 1923, avant de s'installer en Auvergne. La période nyonsaise est marquée par la figure de sa mère qu'il évoqua en 1980 dans La Charrette bleue.
- Jean-Louis Amiet (1936-2023), herpétologiste et entomologiste français y est mort[89].
- Jean Besson (1948-) : sénateur de la Drôme (1989-2014), président du Syndicat d'aménagement des Baronnies (1987-1992), Chevalier de la Légion d'honneur.
- Françoise Bourdon (1953-) : romancière française. Elle vit à Nyons[90].

### Héraldique, logotype et devise
| Apt | Les armes peuvent se blasonner ainsi : D'argent au château donjonné de trois tourelles de gueules, celle du milieu plus haute, le tout ouvert, ajouré et maçonné de sable. |